# 有田ジェネレーション
有田ジェネレーション（ありたジェネレーション）は、2016年5月10日から2021年3月23日までTBS系列で放送されていたバラエティ番組。有田哲平（くりぃむしちゅー）の冠番組。2021年4月19日からは動画配信サービス「Paravi」（2023年6月30日にU-NEXTにサービス統合されコンテンツレーベルとなった）で定期的に新作が配信されていた。

## 概要
2015年9月まで同じくTBS系列で放送されていた『有田チルドレン』の後継番組としてスタート。前身番組の『有田チルドレン』と同じくオーディション形式の番組。
埋もれているネクストジェネレーションを発掘すべく有田がオーディションを実施し、合格者には「有田ジェネレーション」の称号が与えられる。毎回オーディションテーマがあり、スカウトマンの小峠英二（バイきんぐ）が複数の該当芸能人を紹介し、出場者は「PPR（ポテンシャルPR）」をする。
出演した芸人は有田MCの別番組（『全力!脱力タイムズ』、『有田P おもてなす』など）に起用される場合がある。
レギュラーメンバーが増大したため、2019年末放送の「歳末レギュラー生き残りネタ総選挙」でレギュラーと研究生（準レギュラー）の2部制にした。
その後、オーディションの規格外である芸人を「アングラ芸人」として推し過ぎたことなどもあり、2021年3月23日（22日深夜）を以て地上波の放送は終了。地上波同枠の後番組として4月27日（26日深夜）より有田MCの『賞金奪い合いネタバトル ソウドリ〜SOUDORI〜』が開始。
2021年4月19日19時より動画配信サービス「Paravi」にて配信開始。スタジオのセット裏で3ヶ月（1シーズン）分を半日で収録（Season1は19本撮り）するというスタイルとなった。当初は第3月曜に数話ずつ配信されていたが、2023年8月からは毎月1日の配信に変更された。
2023年6月30日、「Paravi」はU-NEXTへサービスを統合され、有田ジェネレーションも同年12月のSeason11まで新規配信された。

## 出演者
御大（MC）
- 有田哲平（くりぃむしちゅー）- 優柔不断で「再試合」の判定を下すことがままあるが、明暗の分けられた勝負はあっさり決める。

進行
- 小峠英二（バイきんぐ）- 出場者が見るに堪えないお粗末またはグダグダな芸を披露すると、ネタ中であろうが怒鳴り込みながらステージに上がって激しくツッコむ[注 3]。

有ジェネファミリー（レギュラー、1軍）
- ジェラードン - にしもとの彼女からの相談を受けて、キングオブコントで決勝へ進出できなければ解散することを約束するも準々決勝で敗退。解散か彼女と別れるかをにしもとが決断できず、有ジェネファミリーのメンバーが代わりの罰を提案するなど何度も話し合いを重ねた結果、当時の有ジェネファミリーに有田・小峠・田中卓志（アンガールズ）を加えた全員とそれぞれが得意とするジャンルのクイズで対決することになった。結果勝ち越すことができずクビとなるも桐野安生と下克上で勝利し、レギュラーに復帰した。その後の「センター争奪ガチンコネタバトル」では晴れて勝利、有ジェネファミリーのセンターとなる。
- ネルソンズ - ジェラードンとともに番組後期のエースであったが、「第1回シャッフルネタバトル」にて唯一ピンで出場した岸が勝利するなど、本来トリオ内では地味な存在であるはずの岸がフィーチャーされがちであった。
- 納言 - 薄幸が女性ゲストに抱く印象を一言で表すのが恒例。末期にはファンキージェネレーションをきっかけに安部と下田（コウテイ）がマイメン（ヒップホップ用語で親友に類する）となった。
- SAKURAI - レギュラー生き残りネタ総選挙で85点未満になり研究生に降格、レギュラー入りからわずか3週間のことだったが「有ジェネ研究生下克上ネタバトル」でシオマリアッチに勝利し、レギュラーに復帰した。
- わらふぢなるお - レギュラー生き残りネタ総選挙で85点未満になり研究生に降格。しかし「マッチメイクバトル」にてフランスピアノに勝利し、レギュラーに復帰した。『第1回歌ネタグランプリ』優勝。
- コウテイ - フカミドリとの下克上にて、田村Pの判定（というか私情）により研究生へ加入が決定。そして「レギュラーvs研究生 マッチメイクバトル」にてダニエルズに勝利し、レギュラーに昇格。コンビ解散発表後のParavi版シーズン8では個別に出演した。
- ランジャタイ - ジェラードンとの下克上再試合にて「再試験」という判定にされたのち、「軍団対抗! 第1回有ジェネカップ」にレギュラー軍団の補欠として出場。M-1グランプリ2021ファイナリストになったことでMC陣の打算が働き、M-1直前に収録されたParavi版シーズン4で正式にレギュラー入りとなる。

有ジェネ研究生（準レギュラー）
- TOKYO COOL（元・全力じじぃ）- 「有ジェネ研究生下克上ネタバトル」でフランスピアノに敗れ、研究生に入れ替えで降格。
- 鈴木バイダン（オドるキネマ） - りゅうたろうとのコンビ「パンプキンショートケーキ」（元・やわら）として出演し、レギュラー生き残りネタ総選挙で85点未満になり研究生に降格。そして解散により研究生には有田の判断で鈴木のみ残り、以降は「鈴子」という女装キャラで出演。「オドるキネマ」結成後はコンビでの出演を図るが、MC陣には認められていない[6]というイジりをコンビ解散まで続けられた。
- ヒコロヒー - ダニエルズとの下克上にて、有田の判定により研究生へ加入が決定。
- 蛙亭 - シオマリアッチとの下克上にて、田村Pの判定（またしても私情）により研究生へ加入が決定。
- フランスピアノ - ダニエルズとの下克上にて、有田の判定により研究生へ加入が決定。そして「有ジェネ研究生下克上ネタバトル」でTOKYO COOLに勝利し、レギュラーに昇格。しかし『マッチメイクバトル』にてわらふぢなるおに敗れ再び研究生に降格された。
- ダニエルズ - 「マッチメイクバトル」にてコウテイに敗れ研究生に降格。
- ボーイフレンド - 鈴木バイダンとの下克上にて、有田の判定により研究生へ加入が決定。2021年12月に解散。

アングラ芸人軍団（不定期出演）
- 桐野安生 - クビになったジェラードンと下克上で敗れ入れ替えでクビとなるも、レギュラー生き残りネタ総選挙に飛び入りで参加して80点を獲得しレギュラーに復帰。しかし年末のレギュラー生き残りネタ総選挙で85点未満になり研究生に降格、そしてゴスケとの下克上にて「有田預かり」と判定され研究生からは離脱させられた[7]。
- スルメ
- ムラムラタムラ
- ゴスケ - 桐野との下克上にて「有田預かり」と判定される。
- タカマッチ - ボーイフレンドとの下克上は再試合となったが、翌月の「軍団対抗! 第1回有ジェネカップ」でアングラ芸人軍団入り。

過去の出演者
- たかぴん（元・わんわんもーもー、元・おともだち、元・ピンタンパンの たかぴんア・ラ・モード☆）
- カズマ・スパーキン
- ゲラゲラ星人
- 石井てる美
以上4組は「公開オーディション in桜美林大学」の結果不合格、卒業となった。
- ユーマ - 「合格だが無期限謹慎」と言い渡された。のちに一度、新宿二丁目の仲間であるYASU-CHIN・ぴーちゃんと共にユニット『モンスターシスターズ』を組んで出演するも再び謹慎となった。

- せつこ - 下克上で敗れ、クビになる。
- ザ☆忍者 - 解散により山脇充がメンバーから外れ、たもつ君は有田ジェネレーションズに残ったが脳みそ夫に下克上で敗れ、入れ替えとなった。
- 鶏あえず - 西原大樹が起こした不祥事により、合格したもののオンエアではカットされた。その後コンビは解散し西原は芸能界を引退するも、相方の渡久山敬士はのちにTRFのものまねユニット『イージードゥダンサーズ』の一員として出演を果たしている。
- ジョイマン・ヒロシ - 一度合格したものの、ヒロシが「キャンプに行ける時間が少なくなるのでレギュラーにしてくれなくてもいい」と言い出したため「連帯責任」として2組共々合格を取り消された。

- 松陰寺太勇（ぺこぱ）
- 脳みそ夫
- もりせいじゅ
- どんぐりたけし
「有ジェネ!夏のサバイバルフェス2017 〜クビになるのは誰だ!?灼熱のネタ総選挙〜」の結果、松陰寺太勇・シオマリアッチ・もりせいじゅ・どんぐりたけしがクビとなったがシオマリアッチは敗者復活で脳みそ夫に勝ったため残留、脳みそ夫がクビとなった。

- ゆにばーす - ファンキージェネレーションの内容で番組スタッフと意向が合わず、2018年5月16日の放送を最後に辞退。後日、川瀬名人がツイッターで降板を発表した[8]。
- コネオ・インターナショナル（元・川井）- 下克上で敗れ、クビになる。のちに後輩のいかちゃんとコンビを組んで出場するがレギュラーには復帰できず。

- まんぷくフーフー
- イヌコネクション
- ゆーびーむ☆
レギュラー生き残りネタ総選挙で80点未満になりクビとなった。

- インディアンス - 2019年10月21日放送の再試合芸人下克上ネタバトルにて全力じじぃ（現・TOKYO COOL）に敗れ不合格、クビとなった。
- 演芸おんせん（元・フカミドリ）- レギュラー生き残りネタ総選挙で85点未満になり研究生に降格。そして『田村P下克上ネタバトル』にてコウテイに下克上で敗れクビとなった。
- シオマリアッチ - ファンキージェネレーションの初代オーガナイザー。2019年8月26日放送分にて仮レギュラーへと降格され『有ジェネ研究生下克上ネタバトル』でSAKURAIに下克上で敗れ、研究生に入れ替えで降格。そして『田村P下克上ネタバトル』にて蛙亭に下克上で敗れクビとなった。

再試合待機中の出場者
2021年3月現在。
- 河邑ミク
- スタンダップコーギー
- 滝音
- 天才ピアニスト
- 蓮華
- トンペー - 地上波最終回で九条ジョー（コウテイ）との即興コンビを組むことを条件に下克上挑戦権を獲得。

## 放送リスト
| 1  | 5月10日  | 半年ぶり!有田チルドレン大集合                             | ＜審査員＞ 吉村崇（平成ノブシコブシ） ＜出場者＞ かんちゃま、パニーニ、永谷茶漬け、ルミか、メイプル超合金、 りんご、ユーマ、ドリューバリネコ、ミラクル☆パンティー |  |
| 2  | 5月17日  | 半年ぶり!有田チルドレン大集合                             | ＜審査員＞ 吉村崇（平成ノブシコブシ） ＜出場者＞ かんちゃま、パニーニ、永谷茶漬け、ルミか、メイプル超合金、 りんご、ユーマ、ドリューバリネコ、ミラクル☆パンティー |  |
| 3  | 5月24日  | 永野に続け! 次世代ハイテンション芸人オーディション        | ＜審査員＞ 大悟（千鳥）、池田美優 ＜出場者＞ 二馬力、ヤングウッズ、武家の女、 ギャルズ、林健太郎、ローズヒップファニーファニー                                    |  |
| 4  | 5月31日  | 永野に続け! 次世代ハイテンション芸人オーディション        | ＜審査員＞ 大悟（千鳥）、池田美優 ＜出場者＞ 二馬力、ヤングウッズ、武家の女、 ギャルズ、林健太郎、ローズヒップファニーファニー                                    |  |
| 5  | 6月7日   | 目指せPERFECT HUMAN! 次世代リズム芸人オーディション       | ＜審査員＞ ケンドーコバヤシ、紗蘭 ＜出場者＞ シオマリアッチ、脳みそ夫、濃密ジャスミン、 ネコニスズ、モダンボーイズ、すずきはやと                                  |  |
| 6  | 6月14日  | 目指せPERFECT HUMAN! 次世代リズム芸人オーディション       | ＜審査員＞ ケンドーコバヤシ、紗蘭 ＜出場者＞ シオマリアッチ、脳みそ夫、濃密ジャスミン、 ネコニスズ、モダンボーイズ、すずきはやと                                  |  |
| 7  | 6月21日  | JKにハマりそう芸人オーディション                          | ＜審査員＞ 高橋茂雄（サバンナ）、越智ゆらの ＜出場者＞ わんわんもーもー、アントワネット、ベロニカ、 脳みそ夫、御茶ノ水男子、男性ブランコ                          |  |
| 8  | 6月28日  | JKにハマりそう芸人オーディション                          | ＜審査員＞ 高橋茂雄（サバンナ）、越智ゆらの ＜出場者＞ わんわんもーもー、アントワネット、ベロニカ、 脳みそ夫、御茶ノ水男子、男性ブランコ                          |  |
| 9  | 7月5日   | ネットがザワつきそう芸人オーディション                    | ＜審査員＞ 高橋茂雄（サバンナ）、古畑星夏 ＜出場者＞ カズマ・スパーキン、せつこ、ゲラゲラ星人、ぺこぱ                                                             |  |
| 10 | 7月12日  | ハマったら強い芸人オーディション                          | ＜審査員＞ 吉村崇（平成ノブシコブシ）、mirei ＜出場者＞ おねだり豊、高橋ちゃん、あがすけ                                                                          |  |
| 11 | 7月19日  | 事務所2推し芸人オーディション                             | ＜審査員＞ 吉村崇（平成ノブシコブシ）、mirei ＜出場者＞ インディアンス、松尾アトム前派出所、ヤマダイラー                                                          |  |
| 12 | 7月26日  | 次世代女芸人オーディション                                | ＜審査員＞ ケンドーコバヤシ、石川恋 ＜出場者＞ きょどり親方、石井てる美、ハルカラ                                                                                 |  |
| 13 | 8月2日   | 色々あってくくれなかった芸人オーディション                | ＜審査員＞ ケンドーコバヤシ、石川恋 ＜出場者＞ バーゲンセール、ジェラードン、禿夢                                                                                 |  |
| 14 | 8月16日  | 女子大生にハマりそうな芸人オーディション                  | ＜審査員＞ 武井壮、近藤カコ ＜出場者＞ シオマリアッチ、もりせいじゅ、猫塾                                                                                         |  |
| 15 | 8月23日  | グローバルに活躍できる芸人オーディション                  | ＜審査員＞ 武井壮、大石絵理 ＜出場者＞ こばんざめ佐藤、アリ☆こうた、イブンカ                                                                                      |  |
| 16 | 8月30日  | 新学期にクラスで話題になる芸人オーディション              | ＜審査員＞ 高橋茂雄（サバンナ）、林田真尋（フェアリーズ） ＜出場者＞ がじゅまる、すゑひろがりず、ジェラードン                                                     |  |
| 17 | 9月6日   | 業界人に注目されそうな芸人オーディション                  | ＜審査員＞ 高橋茂雄（サバンナ）、都丸紗也華 ＜出場者＞ ザ☆忍者、鶏あえず、脳みそ夫                                                                                |  |
| 18 | 9月20日  | 文化系にハマりそうな芸人オーディション                    | ＜審査員＞ ケンドーコバヤシ、初音 ＜出場者＞ ジャイアントジャイアン、廣瀬優、LOVE                                                                                 |  |
| 19 | 9月27日  | 学園祭でハネそうな芸人オーディション                      | ＜審査員＞ ケンドーコバヤシ、ほのか ＜出場者＞ 新作のハーモニカ、天狗、マッハスピード豪速球                                                                       |  |
| 20 | 10月5日  | 業界人に注目されそうな芸人 再オーディション               | ＜審査員＞ 高橋茂雄（サバンナ）、hibiki（Lol） ＜出場者＞ ザ☆忍者、脳みそ夫                                                                                       |  |
| 21 | 10月12日 | 有ジェネで唾をつけておきたい芸人                          | ＜審査員＞ 高橋茂雄（サバンナ）、佐藤麗奈 ＜出場者＞ 猛獣クイーンズ、NOモーション。、チャイニーズ☆チャイ                                                          |  |
| 22 | 10月19日 | 女子ウケする下ネタ芸人                                    | ＜審査員＞ 大久保佳代子（オアシズ）、高橋メアリージュン ＜出場者＞ パイナップリン、ユーマ、ハニートラップ                                                         |  |
| 23 | 10月26日 | アラフォー女子にハマりそう芸人                            | ＜審査員＞ 大久保佳代子（オアシズ）、泉里香 ＜出場者＞ 松丸ほるもん、あぁ〜しらき、スリーさいず                                                                   |  |
| 24 | 11月3日  | 放送するか迷った芸人PR特集                                | |  |
| 25 | 11月10日 | 公開オーディションin桜美林大学 11月は公開オーディションSP | ＜審査員＞ 吉村崇（平成ノブシコブシ） ＜出場者＞ シオマリアッチ、石井てる美、せつこ、カズマ・スパーキン、 ゲラゲラ星人、松陰寺太勇（ぺこぱ）、たかぴん            |  |
| 26 | 11月17日 | 公開オーディションin桜美林大学 11月は公開オーディションSP | ＜審査員＞ 吉村崇（平成ノブシコブシ） ＜出場者＞ シオマリアッチ、石井てる美、せつこ、カズマ・スパーキン、 ゲラゲラ星人、松陰寺太勇（ぺこぱ）、たかぴん            |  |
| 27 | 11月24日 | 公開オーディションin桜美林大学 11月は公開オーディションSP | ＜審査員＞ 吉村崇（平成ノブシコブシ） ＜出場者＞ シオマリアッチ、石井てる美、せつこ、カズマ・スパーキン、 ゲラゲラ星人、松陰寺太勇（ぺこぱ）、たかぴん            |  |
| 28 | 12月1日  | 公開オーディションin桜美林大学 11月は公開オーディションSP | ＜審査員＞ 吉村崇（平成ノブシコブシ） ＜出場者＞ シオマリアッチ、石井てる美、せつこ、カズマ・スパーキン、 ゲラゲラ星人、松陰寺太勇（ぺこぱ）、たかぴん            |  |
| 29 | 12月8日  | 有ジェネ軍団vsサバンナ高橋軍団                            | ＜審査員＞ 浅川梨奈 ＜サバンナ高橋軍団＞ サバンナ、木村卓寛（天津）、玉城泰拙（セブンbyセブン）、 なかやまきんに君、ハロー植田、てつみち                          |  |
| 30 | 12月15日 | 有ジェネ軍団vsサバンナ高橋軍団                            | ＜審査員＞ 浅川梨奈 ＜サバンナ高橋軍団＞ サバンナ、木村卓寛（天津）、玉城泰拙（セブンbyセブン）、 なかやまきんに君、ハロー植田、てつみち                          |  |
| 31 | 12月22日 | 第2のピコ太郎を探せ!オーディション                        | ＜審査員＞ 陣内智則、天木じゅん ＜出場者＞ もりせいじゅ、脳みそ夫、ゆるえもん                                                                                     |  |

| 32      | 1月12日  | 有田ジェネレーションズvs吉村軍団                                  | ＜審査員＞ 吉村崇（平成ノブシコブシ）、永井理子 ＜吉村軍団＞ ガリットチュウ、インポッシブル、ゆにばーす、ギャルズ、 モノマネ三銃士（イチキップリン&伊藤広大（こりゃめでてーな）& 高井佳佑（ガーリィレコード）） |  |
| 33      | 1月19日  | 有田ジェネレーションズvs吉村軍団                                  | ＜審査員＞ 吉村崇（平成ノブシコブシ）、永井理子 ＜吉村軍団＞ ガリットチュウ、インポッシブル、ゆにばーす、ギャルズ、 モノマネ三銃士（イチキップリン&伊藤広大（こりゃめでてーな）& 高井佳佑（ガーリィレコード）） |  |
| 34      | 1月26日  | 有田ジェネレーションズvs吉村軍団                                  | ＜審査員＞ 吉村崇（平成ノブシコブシ）、永井理子 ＜吉村軍団＞ ガリットチュウ、インポッシブル、ゆにばーす、ギャルズ、 モノマネ三銃士（イチキップリン&伊藤広大（こりゃめでてーな）& 高井佳佑（ガーリィレコード）） |  |
| 35      | 2月2日   | 有田ジェネレーションズvsケンコバ軍団                              | ＜審査員＞ ケンドーコバヤシ、佐藤エリ ＜ケンコバ軍団＞ ハリウッドザコシショウ、ムーディ勝山、ネゴシックス、インポッシブル |  |
| 36      | 2月9日   | 有田ジェネレーションズvsケンコバ軍団                              | ＜審査員＞ ケンドーコバヤシ、佐藤エリ ＜ケンコバ軍団＞ ハリウッドザコシショウ、ムーディ勝山、ネゴシックス、インポッシブル |  |
| 37      | 2月16日  | 有田ジェネレーションズvs川島軍団                                  | ＜審査員＞ 川島明（麒麟）、祥子 ＜川島軍団＞ とろサーモン、プラス・マイナス、やさしいズ、くまだまさし |  |
| 38      | 2月23日  | 有田ジェネレーションズvs川島軍団                                  | ＜審査員＞ 川島明（麒麟）、祥子 ＜川島軍団＞ とろサーモン、プラス・マイナス、やさしいズ、くまだまさし |  |
| 39      | 3月2日   | 軍団員強化月間!下克上ネタバトル                                   | ＜審査員＞ 永野、内田理央 ＜出場者＞ 脳みそ夫、手賀沼ジュン、ハナコ、ゆにばーす、 もりせいじゅ、おともだち、Aマッソ |  |
| 40      | 3月9日   | 軍団員強化月間!下克上ネタバトル                                   | ＜審査員＞ 永野、内田理央 ＜出場者＞ 脳みそ夫、手賀沼ジュン、ハナコ、ゆにばーす、 もりせいじゅ、おともだち、Aマッソ |  |
| 41      | 3月16日  | 軍団員強化月間!下克上ネタバトル                                   | ＜審査員＞ 永野、内田理央 ＜出場者＞ 脳みそ夫、手賀沼ジュン、ハナコ、ゆにばーす、 もりせいじゅ、おともだち、Aマッソ |  |
| 42 (SP) | 3月23日  | 売れっ子芸人が推薦!激推しグランプリ                               | ＜売れっ子芸人＞ 千原ジュニア（千原兄弟）、博多大吉（博多華丸・大吉）、 大久保佳代子（オアシズ）、サンドウィッチマン ＜出場者＞ ゆにばーす、シューレスジョー、5GAP、桂ぽんぽ娘、 AMEMIYA、インディアンス、永井佑一郎、紺野ぶるま、たもつ君、 レイザーラモンRG（レイザーラモン）、じゅんいちダビッドソン、松陰寺太勇（ぺこぱ） |  |
| 43      | 3月30日  | 激推しグランプリ 未公開ネタ編                                     | ＜売れっ子芸人＞ 千原ジュニア（千原兄弟）、博多大吉（博多華丸・大吉）、 大久保佳代子（オアシズ）、サンドウィッチマン ＜出場者＞ ゆにばーす、シューレスジョー、5GAP、桂ぽんぽ娘、 AMEMIYA、インディアンス、永井佑一郎、紺野ぶるま、たもつ君、 レイザーラモンRG（レイザーラモン）、じゅんいちダビッドソン、松陰寺太勇（ぺこぱ） |  |
| 44      | 4月20日  | 激推しグランプリ 芸人ポテンシャルPR特集                           | ＜売れっ子芸人＞ 千原ジュニア（千原兄弟）、博多大吉（博多華丸・大吉）、 大久保佳代子（オアシズ）、サンドウィッチマン ＜出場者＞ ゆにばーす、シューレスジョー、5GAP、桂ぽんぽ娘、 AMEMIYA、インディアンス、永井佑一郎、紺野ぶるま、たもつ君、 レイザーラモンRG（レイザーラモン）、じゅんいちダビッドソン、松陰寺太勇（ぺこぱ） |  |
| 45      | 4月27日  | 下克上ネタバトル                                                  | ＜審査員＞ 永野、わたなべ麻衣 ＜出場者＞ まんぷくフーフー、あがすけ、ネルソンズ、脳みそ夫 |  |
| 46      | 5月4日   | 下克上ネタバトル                                                  | ＜審査員＞ 永野、わたなべ麻衣 ＜出場者＞ まんぷくフーフー、あがすけ、ネルソンズ、脳みそ夫 |  |
| 47      | 5月11日  | イケメン芸人オーディション                                        | ＜審査員＞ 吉村崇（平成ノブシコブシ）、横田真悠 ＜出場者＞ レッドガオ、ぷりずん。、新作のハーモニカ |  |
| 48      | 5月18日  | 第二のブルゾンちえみオーディション                                | ＜審査員＞ 高橋茂雄（サバンナ）、加藤ナナ ＜出場者＞ ORIE、丸山礼、SLOW RUN |  |
| 49      | 5月25日  | 下克上ネタバトル 〜ボキャブラ芸人〜                               | ＜審査員＞ 田中卓志（アンガールズ）、Emma ＜出場者＞ X-GUN、BOOMER |  |
| 50      | 6月1日   | 下克上ネタバトル 〜トリオ芸人〜                                   | ＜審査員＞ 田中卓志（アンガールズ）、Emma ＜出場者＞ トンツカタン、四千頭身 |  |
| 51      | 6月8日   | 下克上ネタバトル 〜リベンジ芸人〜                                 | ＜審査員＞ 陣内智則、佐藤エリ ＜出場者＞ かんちゃま、ネルソンズ |  |
| 52      | 6月15日  | 下克上ネタバトル 〜事務所イチオシ芸人〜                           | ＜審査員＞ 陣内智則、佐藤エリ ＜出場者＞ イヌコネクション、卯月 |  |
| 53      | 6月22日  | 下克上ネタバトル 〜かわいい系キャラ芸人〜                         | ＜審査員＞ 村本大輔（ウーマンラッシュアワー）、柴田あやな ＜出場者＞ もりせいじゅ、どんぐりたけし |  |
| 54      | 6月29日  | 下克上ネタバトル 〜ブレイク寸前女芸人〜                           | ＜審査員＞ 村本大輔（ウーマンラッシュアワー）、柴田あやな ＜出場者＞ はなしょー、ガンバレルーヤ |  |
| 55      | 7月6日   | 下克上ネタバトル 〜エンタの神様芸人〜                             | ＜審査員＞ 小沢一敬（スピードワゴン）、赤崎月香 ＜出場者＞ ジョイマン、ヒロシ |  |
| 56      | 7月13日  | 下克上ネタバトル 〜打倒!ジェラードン芸人〜                        | ＜審査員＞ 小沢一敬（スピードワゴン）、赤崎月香 ＜出場者＞ トンツカタン、ネルソンズ |  |
| 57      | 7月20日  | 有田哲平主演ドラマ 「わにとかげぎす」出演権争奪ネタバトル         | ＜審査員＞ 本田翼 ＜出場者＞ どんぐりたけし、ゆにばーす、シオマリアッチ、まんぷくフーフー |  |
| 58      | 7月27日  | 有田哲平主演ドラマ 「わにとかげぎす」出演権争奪ネタバトル         | ＜審査員＞ 本田翼 ＜出場者＞ もりせいじゅ、ネルソンズ、脳みそ夫、インディアンス、 松陰寺太勇（ぺこぱ）、イヌコネクション、ジェラードン |  |
| 59      | 8月3日   | 深夜に笑える蔵出しシーン                                          | |  |
| 60      | 8月17日  | 夏のサバイバルフェス2017 ～クビになるのは誰だ!?灼熱のネタ総選挙～ | ＜審査員＞ サンドウィッチマン、ケンドーコバヤシ、池田美優 ＜出場者＞ インディアンス、どんぐりたけし、シオマリアッチ、まんぷくフーフー |  |
| 61      | 8月24日  | 夏のサバイバルフェス2017 ～クビになるのは誰だ!?灼熱のネタ総選挙～ | ＜審査員＞ サンドウィッチマン、ケンドーコバヤシ、池田美優 ＜出場者＞ もりせいじゅ、ゆにばーす、脳みそ夫、ネルソンズ、松陰寺太勇（ぺこぱ） |  |
| 62      | 8月31日  | 夏のサバイバルフェス2017 ～クビになるのは誰だ!?灼熱のネタ総選挙～ | ＜審査員＞ サンドウィッチマン、ケンドーコバヤシ、池田美優 ＜出場者＞ イヌコネクション、ジェラードン |  |
| 63      | 9月7日   | 有ジェネサマーフェス敗者復活戦!下克上ネタバトル                   | ＜審査員＞ 吉村崇（平成ノブシコブシ）、鈴木美羽 ＜出場者＞ どんぐりたけし、もりせいじゅ、シオマリアッチ、松陰寺太勇（ぺこぱ）、脳みそ夫 |  |
| 64      | 9月14日  | 有ジェネテーマ曲を歌うのは誰だ!? 歌ネタオーディション             | ＜審査員＞ 古坂大魔王、加治ひとみ ＜出場者＞ インディアンス、まんぷくフーフー、イヌコネクション、ゆにばーす、シオマリアッチ |  |
| 65      | 9月21日  | 有ジェネテーマ曲を歌うのは誰だ!? 歌ネタオーディション             | ＜審査員＞ 古坂大魔王、加治ひとみ ＜出場者＞ ネルソンズ、ジェラードン、はなわ |  |
| 66 (SP) | 9月28日  | 必ず笑わす!ロケスペシャル                                         | ＜審査員＞ 吉村崇（平成ノブシコブシ）、藤井サチ |  |
| 67      | 10月12日 | ロケスペシャル未公開集                                            | ＜審査員＞ 吉村崇（平成ノブシコブシ）、藤井サチ |  |
| 68      | 10月19日 | 「いきなり!ステーキ」 一瀬社長にハマる芸人は誰だ!オーディション   | ＜審査員＞ 一瀬邦夫、永野、RaMu ＜出場者＞ インディアンス、まんぷくフーフー、ネルソンズ、ゆにばーす |  |
| 69      | 10月26日 | 「いきなり!ステーキ」 一瀬社長にハマる芸人は誰だ!オーディション   | ＜審査員＞ 一瀬邦夫、永野、RaMu ＜出場者＞ イヌコネクション、ジェラードン、シオマリアッチ |  |
| 70      | 11月2日  | 夢の冠番組争奪 プレゼンバトル                                     | ＜審査員＞ ケンドーコバヤシ、松永有紗 ＜出場者＞ シオマリアッチ、まんぷくフーフー、ジェラードン |  |
| 71      | 11月9日  | 夢の冠番組争奪 プレゼンバトル                                     | ＜審査員＞ ケンドーコバヤシ、松永有紗 ＜出場者＞ インディアンス、ネルソンズ、ゆにばーす、イヌコネクション |  |
| 72      | 11月16日 | コロッケに認められろ モノマネ界のNEXTスターは誰だ?オーディション  | ＜審査員＞ コロッケ、吉谷彩子 ＜出場者＞ ジェラードン、ゆにばーす、シオマリアッチ、インディアンス |  |
| 73      | 11月23日 | コロッケに認められろ モノマネ界のNEXTスターは誰だ?オーディション  | ＜審査員＞ コロッケ、吉谷彩子 ＜出場者＞ まんぷくフーフー、イヌコネクション、ネルソンズ |  |
| 74      | 11月30日 | ファンキージェネレーション                                        | ＜審査員＞ ケンドーコバヤシ、永野 ＜出場者＞ ゆにばーす川瀬 vs インディアンス田渕・ネルソンズ岸、 イヌコネクション戸川vs インディアンス木村・イヌコネクション生乾木、 永野 vs イヌコネクション |  |
| 75      | 12月7日  | ファンキージェネレーション                                        | ＜審査員＞ ケンドーコバヤシ、永野 ＜出場者＞ ゆにばーすはら vs まんぷくフーフー松丸、ネルソンズ vs ジェラードン |  |
| 76      | 12月14日 | 下克上ネタバトル 〜事務所イチオシ芸人〜                           | ＜審査員＞ 永野、 長澤茉里奈 ＜出場者＞ Groovy Rubbish、ズーズーズ、やのみそ夫 |  |
| 77      | 12月21日 | 下克上ネタバトル 〜事務所イチオシ芸人〜                           | ＜審査員＞ 永野、 長澤茉里奈 ＜出場者＞ 上木恋愛研究所、ニッキューナナ、ふーみん |  |

| 78  | 1月10日  | 今年ブレイク間違いなし!オーディション                                        | ＜審査員＞ 小沢一敬（スピードワゴン）、とろサーモン ＜出場者＞ アユチャンネル、ペコリーノ、いぬ |                          |
| 79  | 1月18日  | キャラ変えた芸人                                                             | ＜審査員＞ 小沢一敬（スピードワゴン）、井本彩花 ＜出場者＞ ジョイマン、とにかく明るい安村、ムーディ勝山 |                          |
| 80  | 1月24日  | ファンキージェネレーション                                                   | ＜審査員＞ 永野、阪本麻美 ＜出場者＞ ハイキングウォーキング ＜ナレーター＞ ジェラードン |                          |
| 81  | 1月31日  | ファンキージェネレーション                                                   | ＜審査員＞ 永野、広瀬ちひろ ＜出場者＞ コロコロチキチキペッパーズ ＜ナレーター＞ インディアンス |                          |
| 82  | 2月7日   | 今年ブレイク間違いなし芸人! 下克上ネタバトル                                 | ＜審査員＞ 永野、広瀬ちひろ ＜出場者＞ 虹の黄昏、きつね、川井 |                          |
| 83  | 2月14日  | バレンタイン特別企画 LOVEジェネレーション                                    | ＜審査員＞ 高橋茂雄（サバンナ） ＜ナレーター＞ まんぷくフーフー |                          |
| 84  | 2月21日  | 芸歴ほぼ20年芸人 下克上ネタバトル                                            | ＜審査員＞ 高橋茂雄（サバンナ)、松本愛 ＜出場者＞ エルシャラカーニ、桐野安生、THE石原 |                          |
| 85  | 2月28日  | ざわつく女芸人 下克上ネタバトル                                              | ＜審査員＞ 高橋茂雄（サバンナ）、松本愛 ＜出場者＞ タツコトモコ、中村涼子、ゆーびーむ☆ |                          |
| 86  | 3月7日   | ファンキージェネレーション                                                   | ＜審査員＞ コロコロチキチキペッパーズ、松本愛 ＜出場者＞ 三四郎 |                          |
| 87  | 3月14日  | もう一度見たい芸人大清算SP                                                   | ＜審査員＞ 高橋茂雄（サバンナ）、瀬川あやか ＜出場者＞ 桐野安生、Groovy Rubbish、たけちゃんせいちゃん、 ペコリーノ、ゆーびーむ☆、ユーマ ＜ナレーター＞ 川井 |                          |
| 88  | 3月21日  | もう一度見たい芸人大清算SP                                                   | ＜審査員＞ 高橋茂雄（サバンナ）、瀬川あやか ＜出場者＞ 桐野安生、Groovy Rubbish、たけちゃんせいちゃん、 ペコリーノ、ゆーびーむ☆、ユーマ ＜ナレーター＞ 川井 |                          |
| 89  | 3月28日  | ファンキージェネレーション                                                   | ＜審査員＞ コロコロチキチキペッパーズ、スミス楓 ＜出場者＞ 鬼越トマホーク、しずる |                          |
| 90  | 4月4日   | ファンキージェネレーション                                                   | ＜審査員＞ コロコロチキチキペッパーズ、スミス楓 ＜出場者＞ 鬼越トマホーク、しずる |                          |
| 91  | 4月11日  | 新企画 おしゃべりジェネレーション                                            | ＜審査員＞ 小沢一敬（スピードワゴン）、武井壮 |                          |
| 92  | 4月18日  | 春だ!ネタだよ!下克上祭り                                                     | ＜審査員＞ 高橋茂雄（サバンナ）、奥真奈美 ＜出場者＞ 桐野安生、3時のヒロイン、錦鯉、 脳みそ夫、ブラットピーク、ワールドヲーター |                          |
| 93  | 4月25日  | 春だ!ネタだよ!下克上祭り                                                     | ＜審査員＞ 高橋茂雄（サバンナ）、奥真奈美 ＜出場者＞ 桐野安生、3時のヒロイン、錦鯉、 脳みそ夫、ブラットピーク、ワールドヲーター |                          |
| 94  | 5月2日   | 春だ!ネタだよ!下克上祭り                                                     | ＜審査員＞ 高橋茂雄（サバンナ）、奥真奈美 ＜出場者＞ 桐野安生、3時のヒロイン、錦鯉、 脳みそ夫、ブラットピーク、ワールドヲーター |                          |
| 95  | 5月9日   | ファンキージェネレーションSP 削れ魂!有ジェネディスり王座決定戦               | ＜審査員＞ 吉村崇（平成ノブシコブシ）、高嶋香帆 ＜出場者＞ 有田ジェネレーションズ、謎の刺客X（永野） |                          |
| 96  | 5月16日  | ファンキージェネレーションSP 削れ魂!有ジェネディスり王座決定戦               | ＜審査員＞ 吉村崇（平成ノブシコブシ）、高嶋香帆 ＜出場者＞ 有田ジェネレーションズ、謎の刺客X（永野） |                          |
| 97  | 5月23日  | ファンキージェネレーション                                                   | ＜審査員＞ コロコロチキチキペッパーズ、彩川ひなの ＜出場者＞ ハマカーン |                          |
| 98  | 5月30日  | 気になる芸人リベンジマッチ                                                   | ＜審査員＞ 陣内智則、浪花ほのか ＜出場者＞ ジョイマン、桐野安生 ＜ナレーター＞ ジェラードン |                          |
| 99  | 6月6日   | 愛されぽっちゃり芸人 下克上ネタバトル                                        | ＜審査員＞ 陣内智則、浪花ほのか ＜出場者＞ きしたかの、ママタルト、レオちゃん |                          |
| 100 | 6月13日  | 祝!放送100回記念 有ジェネ的あの人は今                                        | ＜審査員＞ 吉村崇（平成ノブシコブシ）、桃月なしこ ＜出場者＞ いっすねー！山脇（元・ザ☆忍者）、石井てる美、 ゲラゲラ星人、カズマ・スパーキン、たもつ君、せつこ、 松陰寺太勇（ぺこぱ）、たかぴんア・ラ・モード☆（ピンタンパン） |                          |
| 101 | 6月20日  | 祝!放送100回記念 有ジェネ的あの人は今                                        | ＜審査員＞ 吉村崇（平成ノブシコブシ）、桃月なしこ ＜出場者＞ いっすねー！山脇（元・ザ☆忍者）、石井てる美、 ゲラゲラ星人、カズマ・スパーキン、たもつ君、せつこ、 松陰寺太勇（ぺこぱ）、たかぴんア・ラ・モード☆（ピンタンパン） |                          |
| 102 | 6月27日  | 有ジェネ総選挙SP直前企画                                                     | 有ジェネ総選挙SP直前企画 | 有ジェネ総選挙SP直前企画 |
| 103 | 7月3日   | レギュラー生き残りネタ総選挙                                                 | ＜審査員＞ 井森美幸、竹達彩奈、森崎ウィン、吉村崇（平成ノブシコブシ） ＜ナレーター＞ 小峠英二（バイきんぐ） |                          |
| 104 | 7月4日   | ネタ総選番外編＆コロチキ未公開                                               | ＜出場者＞ ピンタンパン、コロコロチキチキペッパーズ |                          |
| 105 | 7月11日  | ファンキージェネレーション                                                   | ＜オーガナイザー＞ 永野 ＜審査員＞ 吉村崇（平成ノブシコブシ） ＜出場者＞ 霜降り明星 |                          |
| 106 | 7月18日  | レギュラー生き残りラストチャンス! 運命の敗者復活戦SP                         | ＜審査員＞ 吉村崇（平成ノブシコブシ）、鶴嶋乃愛 ＜出場者＞ シオマリアッチ、川井、ゆーびーむ☆ ＜ナレーター＞ 青山フォール勝ち（ネルソンズ） |                          |
| 107 | 7月25日  | 今!笑いにいけるアイドル芸人 下克上ネタバトル                                 | ＜審査員＞ 吉村崇（平成ノブシコブシ）、鶴嶋乃愛 ＜出場者＞ Kittan、まちむすめ、エスファイブ | エスファイブ再試合       |
| 108 | 8月1日   | キレキレ毒舌芸人 下克上ネタバトル                                            | ＜審査員＞ 陣内智則、永尾まりや ＜出場者＞ ハナイチゴ、ポンループ、モダンタイムス | ハナイチゴ再試合         |
| 109 | 8月8日   | ファンキージェネレーション                                                   | ＜審査員＞ 陣内智則、永尾まりや ＜出場者＞ 流れ星 |                          |
| 110 | 8月15日  | 小峠ブチギレ特集                                                             | 小峠ブチギレ特集 | 小峠ブチギレ特集         |
| 111 | 8月22日  | ナルシスト芸人 下克上ネタバトル                                              | ＜審査員＞ 陣内智則、久間田琳加 ＜出場者＞ ブリキカラス、デイエノボル、カカロニ |                          |
| 112 | 8月29日  | 実験的トーク企画 ちょっと聞いてもらっていいですか?                           | 吉村崇（平成ノブシコブシ） |                          |
| 113 | 9月5日   | 泥仕合再び!桐野安生再試合SP                                                  | ＜審査員＞ 吉村崇（平成ノブシコブシ）、詩島萌々 ＜出場者＞ エスファイブ、ハナイチゴ |                          |
| 114 | 9月12日  | いそうでいない!良いトコ突いてる!モノマネ芸人 下克上ネタバトル                | ＜審査員＞ 吉村崇（平成ノブシコブシ）、安田愛里（ラストアイドル） ＜出場者＞ イチキップリン、坂上カレン、ふとっちょ☆カウボーイ |                          |
| 115 | 9月19日  | 実験的トーク企画 ちょっと聞いてもらっていいですか?                           | 吉村崇（平成ノブシコブシ） |                          |
| 116 | 9月26日  | スーパーポジティブ芸人 下克上ネタバトル                                      | ＜審査員＞ 永野、林ゆめ ＜出場者＞ バビロン、ラリゴ、ゆかりてるみ |                          |
| 117 | 10月3日  | ファンキージェネレーション                                                   | ＜審査員＞ 永野、林ゆめ ＜出場者＞ ダイアン |                          |
| 118 | 10月10日 | ドラマチックコント芸人 下克上ネタバトル                                      | ＜審査員＞ 濱口優（よゐこ）、長月翠（ラストアイドル） ＜出場者＞ ダニエルズ、ファイヤーサンダー、マッハスピード豪速球 |                          |
| 119 | 10月17日 | 実験的トーク企画 ちょっと聞いてもらっていいですか?                           | ビビる大木 |                          |
| 120 | 10月24日 | ビビる大木激推し芸人! 下克上ネタバトル                                       | ＜審査員＞ ビビる大木、橋下美好 ＜出場者＞ ミリオンズ、フタリシズカ、ブリリアン |                          |
| 121 | 10月31日 | ファンキージェネレーション                                                   | ＜審査員＞ 濱口優（よゐこ）、長月翠（ラストアイドル） ＜出場者＞ アントニー（マテンロウ）、植野行雄（デニス） |                          |
| 122 | 11月7日  | 桐野安生持ち込み企画 掴め!有ジェネドリーム!! 大江戸温泉物語 バイト芸人発掘SP | ＜審査員＞ 永野、筧美和子 ＜出場者＞ 【音ネタブロック】ヲタル、TAIGA、銀座ポップ、吉田涼、とりゅふ 【ピン芸人ブロック】おいなり達也、桜花、梶田ガクシ、テラシマニアック 【ものまねブロック】かんちゃま、虹岡カエサル誠、モコちゃん、チバタネヒデ、蛾野正洋 【漫才ブロック】プリズムシャワー、はまこ・テラこ、ぎったんばっこん、まん☆だん太郎 |                          |
| 123 | 11月14日 | 桐野安生持ち込み企画 掴め!有ジェネドリーム!! 大江戸温泉物語 バイト芸人発掘SP | ＜審査員＞ 永野、筧美和子 ＜出場者＞ 【音ネタブロック】ヲタル、TAIGA、銀座ポップ、吉田涼、とりゅふ 【ピン芸人ブロック】おいなり達也、桜花、梶田ガクシ、テラシマニアック 【ものまねブロック】かんちゃま、虹岡カエサル誠、モコちゃん、チバタネヒデ、蛾野正洋 【漫才ブロック】プリズムシャワー、はまこ・テラこ、ぎったんばっこん、まん☆だん太郎 |                          |
| 124 | 11月21日 | 実験的トーク企画 ちょっと聞いてもらっていいですか?                           | 田中卓志（アンガールズ） |                          |
| 125 | 11月28日 | ファンキージェネレーション 魂のベストバウトSP                                | ＜出場者＞ 鬼越トマホーク、しずる、ダイアン、コロコロチキチキペッパーズ、 アントニー（マテンロウ）、植野行雄（デニス）、霜降り明星、三四郎、ハマカーン |                          |
| 126 | 12月5日  | 「また来てね」芸人 下克上ネタバトル                                          | ＜審査員＞ 陣内智則、伊藤桃々 ＜出場者＞ エスファイブ、きしたかの、ダニエルズ、錦鯉、ハナイチゴ、ママタルト |                          |
| 127 | 12月12日 | ファンキージェネレーション                                                   | ＜審査員＞ 田中卓志（アンガールズ）、伊藤桃々 ＜出場者＞ ザブングル |                          |
| 128 | 12月19日 | 実験的トーク企画 ちょっと聞いてもらっていいですか?                           | 田中卓志（アンガールズ） |                          |

| 129 | 1月9日   | よゐこ濱口激推し芸人! 下克上ネタバトル                                     | ＜審査員＞ 濱口優（よゐこ） ＜出場者＞ ガール座、奇天烈オムレツ、 たべごろピーチ、餅田コシヒカリ（駆け抜けて軽トラ） | |
| 130 | 1月16日  | ジェラードンが負け越したらクビ! レギュラー生き残りを賭けてガチクイズバトル | 田中卓志（アンガールズ） | |
| 131 | 1月23日  | ジェラードンが負け越したらクビ! レギュラー生き残りを賭けてガチクイズバトル | 田中卓志（アンガールズ） | |
| 132 | 1月30日  | 再試合芸人 下克上ネタバトル                                                | ＜審査員＞ 吉村崇（平成ノブシコブシ）、田本詩織 ＜出場者＞ 蛾野正洋、ジェラードン、はまこ・テラこ | |
| 133 | 2月6日   | ユニット芸人 下克上ネタバトル                                              | ＜審査員＞ 吉村崇（平成ノブシコブシ）、田本詩織 ＜出場者＞ イージードゥダンサーズ、いかちゃんと川井、 ふとふと（ふとっちょ☆カウボーイ&satomi）、 妖怪客ふやし（あぁ〜しらき&モダンタイムス） | |
| 134 | 2月13日  | サンドウィッチマン激推し芸人! 下克上ネタバトル                             | ＜審査員＞ サンドウィッチマン、水野マーフィー波奈 ＜出場者＞ あぁ～しらき、仲松隆志（ディープインパクト）、 ヤマメ、わらふぢなるお | |
| 135 | 2月20日  | ファンキージェネレーション                                                 | ＜審査員＞ サンドウィッチマン、水野マーフィー波奈 ＜出場者＞ カミナリ | |
| 136 | 2月27日  | 再試合芸人 下克上ネタバトル                                                | ＜審査員＞ 陣内智則、水野マーフィー波奈 ＜出場者＞ ジェラードン、ぺこぱ、餅田コシヒカリ（駆け抜けて軽トラ） | 審査の結果ジェラードンが勝利し下克上に桐野安生を指名、 その結果ジェラードンがレギュラーに復活し桐野安生は入れ替えでクビ |
| 137 | 3月6日   | 実験的トーク企画 ちょっと聞いてもらっていいですか?                         | 永野 | |
| 138 | 3月13日  | レギュラー生き残りネタ総選挙                                               | ＜審査員＞ 田中卓志（アンガールズ）、小森隼&中務裕太（GENERATIONS） ＜出場者＞ いかちゃんと川井、イヌコネクション、インディアンス、桐野安生、 ジェラードン、シオマリアッチ、ダニエルズ、ネルソンズ、 ぺこぱ、まんぷくフーフー、 ゆーびーむ☆、わらふぢなるお ＜ナレーター＞ ハリウッドザコシショウ | |
| 139 | 3月20日  | レギュラー生き残りネタ総選挙                                               | ＜審査員＞ 田中卓志（アンガールズ）、小森隼&中務裕太（GENERATIONS） ＜出場者＞ いかちゃんと川井、イヌコネクション、インディアンス、桐野安生、 ジェラードン、シオマリアッチ、ダニエルズ、ネルソンズ、 ぺこぱ、まんぷくフーフー、 ゆーびーむ☆、わらふぢなるお ＜ナレーター＞ ハリウッドザコシショウ | |
| 140 | 3月27日  | レギュラー生き残りネタ総選挙                                               | ＜審査員＞ 田中卓志（アンガールズ）、小森隼&中務裕太（GENERATIONS） ＜出場者＞ いかちゃんと川井、イヌコネクション、インディアンス、桐野安生、 ジェラードン、シオマリアッチ、ダニエルズ、ネルソンズ、 ぺこぱ、まんぷくフーフー、 ゆーびーむ☆、わらふぢなるお ＜ナレーター＞ ハリウッドザコシショウ | |
| 141 | 4月22日  | センター争奪 ガチンコネタバトル                                            | ＜審査員＞ 陣内智則、秋元真夏（乃木坂46） ＜出場者＞ インディアンス、桐野安生、ジェラードン、 シオマリアッチ、ダニエルズ、ネルソンズ | ジェラードンがセンターに決定 |
| 142 | 4月29日  | 中毒性高め キャラ強すぎ芸人オーディション                                  | ＜審査員＞ 飯尾和樹（ずん）、秋元真夏（乃木坂46） ＜出場者＞ ジャンゴ、電氣ブラン、納言、やわら | 納言とやわらが即レギュラー入り |
| 143 | 5月6日   | 有ジェネ小会議 メンバーのバラエティ適性能力チェック                        | 陣内智則 | |
| 144 | 5月13日  | 中澤P激推し芸人! 下克上ネタバトル                                          | ＜審査員＞ 中澤滋紀（ハリウッドザコシショウ）、 小森隼&中務裕太（GENERATIONS） ＜出場者＞ や団、にたりひょん吉、べっこちゃん | 審査の結果にたりひょん吉が勝利し、下克上で指名された桐野安生が 元レギュラーのゆーびーむ☆をネタに登場させるという 重大なペナルティを犯した為「再試合」と判定される |
| 145 | 5月20日  | 超刺激的ユニット芸人 下克上ネタバトル                                      | ＜審査員＞ 吉村崇（平成ノブシコブシ）、伊原六花 ＜出場者＞ ステゴンダ（牧野ステテコ&リクロジー）、モンスターシスターズ、 BAD×TEN（ツネ（2700）&ウエスP&デッカチャン& 三須友博（元・ガリバートンネル）&赤枝卓（元・オバアチャン）& 三戸キャップ（THE GREATEST HITS））                             | |
| 146 | 5月27日  | ひとクセある音ネタ芸人 下克上ネタバトル                                    | ＜審査員＞ 永野、小森隼&中務裕太（GENERATIONS） ＜出場者＞ TEAM近藤、スクールゾーン、Groovy Rubbish | |
| 147 | 6月3日   | 若者に刺さりたいコント芸人 下克上ネタバトル                                | ＜審査員＞ コロコロチキチキペッパーズ、西野未姫 ＜出場者＞ 青色1号、しゃかりき、ザ・マミィ | |
| 148 | 6月10日  | ファンキージェネレーション                                                 | ＜審査員＞ コロコロチキチキペッパーズ ＜出場者＞ さらば青春の光 | |
| 149 | 6月17日  | 狩野英孝激推し芸人! 下克上ネタバトル                                       | ＜審査員＞ 狩野英孝、西野未姫 ＜出場者＞ モグライダー、スタンダップコーギー、カナメストーン | |
| 150 | 6月24日  | 新感覚漫才芸人 下克上ネタバトル                                            | ＜審査員＞ 狩野英孝、Dream Ami ＜出場者＞ ナミダバシ、秀正、ひよしなかよし | |
| 151 | 7月1日   | 一か八かのぶっ飛びキャラ芸人 下克上ネタバトル                              | ＜審査員＞ 陣内智則、Dream Ami ＜出場者＞ ぽんぽこ、ひかるぶんどき、スルメ | |
| 152 | 7月15日  | 地獄のアングラ芸人 三つ巴ネタバトル                                        | ＜審査員＞ 陣内智則、北原里英 ＜出場者＞ スルメ、桐野安生、ビッグボーナスよもぎだ（ジェラードン西本） | |
| 153 | 7月22日  | アート芸人 下克上ネタバトル                                                | ＜審査員＞ 飯尾和樹（ずん）、中井りか（NGT48） ＜出場者＞ TOKU、蓮華、ヤポンスキーこばやし画伯 | |
| 154 | 7月29日  | 再試合芸人 下克上ネタバトル                                                | ＜審査員＞ 飯尾和樹（ずん）、中井りか（NGT48） ＜出場者＞ ザ・マミィ、にたりひょん吉、スタンダップコーギー | にたりひょん吉と桐野安生の試合は「無効試合」と判定される |
| 155 | 8月5日   | 古坂大魔王激推し芸人! 下克上ネタバトル                                     | ＜審査員＞ 古坂大魔王、北原里英 ＜出場者＞ 三遊亭とむ、オキシジェン、全力じじぃ | |
| 156 | 8月12日  | X-GUNさがね激推し芸人! 下克上ネタバトル                                    | ＜審査員＞ さがね正裕（X-GUN）、Dream Ami ＜出場者＞ スペシャルワン、アイドル鳥越、ビックボーイズ | |
| 157 | 8月19日  | 地獄のアングラ芸人 三つ巴ネタバトル2nd                                     | ＜審査員＞ 陣内智則、Dream Ami ＜出場者＞ スルメ、桐野安生、ビッグボーナスよもぎだ | |
| 158 | 8月26日  | 再試合芸人 下克上ネタバトル                                                | ＜審査員＞ 田中卓志（アンガールズ）、須田亜香里（SKE48） ＜出場者＞ ザ・マミィ、スタンダップコーギー | |
| 159 | 9月3日   | ナイツ激推し芸人! 下克上ネタバトル                                         | ＜審査員＞ ナイツ、須田亜香里（SKE48） ＜出場者＞ 銀兵衛、中津川弦、フカミドリ | 審査の結果フカミドリが勝利し下克上にやわらを指名、 その結果「両者合格」となりフカミドリがレギュラー入り |
| 160 | 9月16日  | 大阪芸人が殴り込み! 下克上ネタバトル                                       | ＜審査員＞ 吉村崇（平成ノブシコブシ）、足立梨花 ＜出場者＞ チェリー大作戦、プードル、天才ピアニスト | |
| 161 | 9月23日  | 地獄のアングラ芸人 三つ巴ネタバトル3rdインパクト                           | ＜審査員＞ 吉村崇（平成ノブシコブシ）、黒沢かずこ（森三中） ＜出場者＞ スルメ、桐野安生、ビッグボーナスよもぎだ | |
| 162 | 10月7日  | 緊急企画!キングオブコント2019 ファイナリスト芸人ネタバトル                 | ＜審査員＞ どぶろっく ＜出場者＞ 空気階段、わらふぢなるお、ビスケットブラザーズ、ネルソンズ | 審査の結果わらふぢなるおが勝利し即レギュラー入り、 元々レギュラーだったネルソンズは 「やっと軍団からファイナリストが出てきて 夢を見させてくれた」という有田の意向によって残留 |
| 162 | 10月21日 | 再試合芸人 下克上ネタバトル                                                | ＜審査員＞ 武井壮、黒沢かずこ（森三中） ＜出場者＞ 全力じじぃ、蓮華 | |
| 163 | 10月28日 | クロちゃん激推し芸人! 下克上ネタバトル                                     | ＜審査員＞ クロちゃん（安田大サーカス）、いとうあさこ、 小森隼&中務裕太（GENERATIONS） ＜出場者＞ ソノヘンノ女、河邑ミク、ふわふわ | |
| 164 | 11月4日  | 大阪芸人が殴り込み! 下克上ネタバトル                                       | ＜審査員＞ ケンドーコバヤシ、小森隼&中務裕太（GENERATIONS） ＜出場者＞ エンペラー、エルフ、コウテイ | |
| 165 | 11月11日 | 再試合芸人 下克上ネタバトル                                                | ＜審査員＞ ケンドーコバヤシ、久間田琳加 ＜出場者＞ ザ・マミィ、天才ピアニスト | |
| 166 | 11月18日 | 地獄のアングラ芸人 三つ巴ネタウォーズ EpisodeⅣ ～新たなる希望～            | ＜審査員＞ 田中卓志（アンガールズ）、谷まりあ ＜出場者＞ スルメ、桐野安生、ハードパンチャーよしき（ネルソンズ和田） | |
| 167 | 11月25日 | 敏腕マネージャー激推し芸人! 下克上ネタバトル                               | ＜審査員＞ 向井慧（パンサー）、谷まりあ ＜出場者＞ モンローズ、SAKURAI、田中上野 | 審査の結果SAKURAIが勝利し下克上にジェラードンを指名、 その結果「両者合格」となりSAKURAIがレギュラー入り |
| 168 | 12月2日  | 緊急企画!芸人改名サミット                                                  | 古谷有美TBSアナウンサー | 芸人が改名するか否か、また改名が決まった場合の芸名を合議制によって決める企画。 全力じじぃが「コンビ名がしっくり来ない」という理由で賛成が多数だったため 新たなコンビ名がグループごとに考えられ ネルソンズ考案の『THE TOKYO COOL』から “THE”を取った『TOKYO COOL』に、 やわらが「コンビ名を覚えてもらえない」という理由で賛成が過半数を超え 小峠考案の『パンプキンショートケーキ』に改名した。 また、ダニエルズも「トリオ時代からこのグループ名を引きずっている」 という理由で改名を申し出るが賛成が1人だけだったので却下された。 |
| 169 | 12月9日  | 歳末レギュラー生き残りネタ総選挙                                           | ＜審査員&見届け人＞ 池田美優、吉村崇（平成ノブシコブシ）、陣内智則 ＜出場者＞ シオマリアッチ、桐野安生、納言、ジェラードン、 ダニエルズ、SAKURAI、ネルソンズ、TOKYO COOL、 フカミドリ、パンプキンショートケーキ、わらふぢなるお ＜ナレーター＞ ハリウッドザコシショウ                             | パンプキンショートケーキとTOKYO COOLは 改名して以降初めてのネタ披露 |
| 170 | 12月16日 | 歳末レギュラー生き残りネタ総選挙                                           | ＜審査員&見届け人＞ 池田美優、吉村崇（平成ノブシコブシ）、陣内智則 ＜出場者＞ シオマリアッチ、桐野安生、納言、ジェラードン、 ダニエルズ、SAKURAI、ネルソンズ、TOKYO COOL、 フカミドリ、パンプキンショートケーキ、わらふぢなるお ＜ナレーター＞ ハリウッドザコシショウ                             | パンプキンショートケーキとTOKYO COOLは 改名して以降初めてのネタ披露 |

| SP  | 1月1日   | 1時間SP 有田とマツコがコント師のネタの世界に入ったら…                              | ＜見届け人＞ マツコ・デラックス ＜コント師＞ バイきんぐ、ジェラードン、納言、ネルソンズ、 TOKYO COOL、桐野安生、わらふぢなるお | 有田とマツコのTBSでの共演は『有田とマツコと男と女』以来6年振り、 小峠の相方西村瑞樹はこの回で初出演 |
| 171 | 1月6日   | ファンキージェネレーション                                                         | ＜審査員＞ コロコロチキチキペッパーズ、北乃きい ＜出場者＞ プラス・マイナス | |
| 172 | 1月13日  | 第2回敏腕マネージャー激推し芸人! 下克上ネタバトル                                  | ＜審査員＞ コロコロチキチキペッパーズ、北乃きい ＜出場者＞ じぐざぐ、ヒコロヒー、ぼる塾 | |
| 173 | 1月20日  | アングラ芸人2020 下克上ネタバトル                                                  | ＜審査員＞ ケンドーコバヤシ、楓（E-girls） ＜出場者＞ ガロイン、街裏ぴんく、ムラムラタムラ | 審査の結果ムラムラタムラが勝利、下克上にシオマリアッチを指名するも 「アングラと王道の対決をどんな目線で見ればいいのか」と指摘が出た為、 ムラムラタムラはアングラ本選への出場権を獲得、シオマリアッチは残留 |
| 174 | 1月27日  | 有ジェネ研究生 レギュラー復帰を賭けた下克上ネタバトル                              | ＜審査員＞ ケンドーコバヤシ、楓（E-girls） ＜出場者＞ 桐野安生、SAKURAI、パンプキンショートケーキ、 フカミドリ、わらふぢなるお | 審査の結果SAKURAIが勝利、下克上に最初はジェラードンを指名するも 有田と小峠の説得によってシオマリアッチに変更した結果 SAKURAIがレギュラーに復帰、シオマリアッチは研究生に入れ替えで降格                     |
| 175 | 2月3日   | 金の卵を発掘! テレビ初出演の養成所芸人 下克上ネタバトル                            | ＜審査員＞ ダイアン、久間田琳加 ＜出場者＞ オーラス、おくだん家、サディスファクション渋谷、 紫電、ジョニーヘンドリクス、SLEEZE BLACK、 茶々、ヒゲヅラマンボウ、むげん、夕雲オレンジ | 審査の結果有田とゲストの票が一票ずつ割れた為 「該当者なし」と判定されるも、 出場者全員が養成所卒業後に卒業祝いとして再エントリーの資格を得る                                                               |
| 176 | 2月10日  | 第1回有ジェネファミリー シャッフルネタバトル                                       | ＜審査員＞ 陣内智則、今泉佑唯 ＜出場者＞ 朝食いらず(TOKYO COOL・カンカン&納言・安部&SAKURAI)、 ハピネスーズ(ダニエルズあさひ&ジェラードン海野&納言・薄幸)、 ベストフレンド(ジェラードンかみちぃ&ネルソンズ和田)、 劇団グッピー(TOKYO COOL・前すすむ&ダニエルズ望月& ネルソンズ青山&ジェラードン西本)、 ニック冨永(ネルソンズ岸) | |
| 177 | 2月17日  | 地獄のアングラ芸人 ネタウォーズ EpisodeⅤ ～りーもこの逆襲～                        | ＜審査員＞ 陣内智則、今泉佑唯 ＜出場者＞ スルメ、桐野安生、ムラムラタムラ | |
| 178 | 2月24日  | めざせ!地獄のアングラ芸人 ニューカマーオーディション                               | ＜審査員＞ ダイアン、久間田琳加 ＜出場者＞ けんじ・あいどんのう(パンプキンショートケーキ鈴木)、 滝沢コブラ(わらふぢなるお・ふぢわら)、 部屋の中せまし(フカミドリ矢巻)、 ドヴォルザーク小宮山(シオマリアッチ) | 審査の結果滝沢コブラが合格しアングラ本選への出場権を獲得、 ドヴォルザーク小宮山はネタの途中で音が飛び強制終了となった                                                                                      |
| 179 | 3月2日   | 緊急企画!今、売れかけている SAKURAI＆ムラムラタムラのことを もっと知ってみよう!    | ＜プレゼンター＞ 桐野安生 ＜見届け人＞ カズレーザー（メイプル超合金）、堀田茜 ＜出場者＞ SAKURAI、ムラムラタムラ | 終盤、ムラムラタムラの勢いに終始押されながらも ジェラードンにしもとが入籍を発表 |
| 180 | 3月9日   | カズレーザー激推し芸人! 下克上ネタバトル                                           | ＜審査員＞ カズレーザー（メイプル超合金）、鈴木奈々 ＜出場者＞ 三日月マンハッタン、キュウ、フランスピアノ | 審査の結果フランスピアノが勝利し下克上にダニエルズを指名、 その結果フランスピアノは研究生入りが決定、ダニエルズは残留                                                                                      |
| 181 | 3月16日  | 色んな賞レースチャンプ芸人 下克上ネタバトル                                        | ＜審査員＞ カズレーザー（メイプル超合金）、丸山桂里奈 ＜出場者＞ 金魚番長、ランジャタイ、エイトブリッジ | |
| 182 | 3月23日  | 有ジェネ研究生 レギュラー復帰を賭けた下克上ネタバトル2nd                           | ＜審査員＞ 小沢一敬（スピードワゴン）、村重杏奈（HKT48） ＜出場者＞ 桐野安生、パンプキンショートケーキ、 フカミドリ、わらふぢなるお、シオマリアッチ | |
| 183 | 3月30日  | アングラ芸人総出演 地獄度ランキングベスト10                                        | ＜出場者＞ ビッグボーナスよもぎだ、けんじ・あいどんのう、 ドヴォルザーク小宮山、部屋の中せまし、 ハードパンチャーよしき、滝沢コブラ、 ニック冨永、桐野安生、スルメ、 ムラムラタムラ | |
| 184 | 4月13日  | 再試合芸人 下克上ネタバトル                                                        | ＜審査員＞ 小沢一敬（スピードワゴン）、野崎萌香 ＜出場者＞ コウテイ、スタンダップコーギー | 二組とも下克上にダニエルズを指名し三つ巴となった結果、 「この三組のまま再試合」と判定された |
| 185 | 4月20日  | 有ジェネファミリーのことをもっと知って 今度こそムラムラタムラのことを知ってみよう! | ＜プレゼンター＞ 桐野安生 ＜見届け人＞ ケンドーコバヤシ、楓（E-girls） ＜出場者＞ 安部紀克（納言）、ムラムラタムラ | 本来ならジェラードン海野がプレゼンターの予定だった |
| 186 | 4月27日  | 第3回!有ジェネ研究生 レギュラー復帰を賭けた下克上ネタバトル                        | ＜審査員＞ ケンドーコバヤシ、楓（E-girls） ＜出場者＞ 桐野安生、パンプキンショートケーキ、フカミドリ、 わらふぢなるお、フランスピアノ、シオマリアッチ | |
| 187 | 5月4日   | 売れっ子芸人 有ジェネ出てたよねSP                                                  | ＜出場者＞ ぺこぱ、ハナコ、ガンバレルーヤ、3時のヒロイン、 ANZEN漫才、りんごちゃん、おかずクラブ、メイプル超合金 | 後半の4組は有田チルドレンからの初出演 |
| 188 | 5月11日  | ファンキージェネレーション ベストバウトSP                                          | ＜出場者＞ 霜降り明星、ダイアン | |
| 189 | 5月18日  | 再試合芸人 下克上ネタバトル                                                        | ＜審査員＞ 小沢一敬（スピードワゴン）、野崎萌香 ＜出場者＞ ランジャタイ、ジェラードン | 有田と小沢が審査を放棄、野崎による審査の結果 「再試験」の判定が下された |
| 190 | 5月25日  | 問題児芸人大集合! 愛と怒りの小峠劇場SP                                             | ＜出場者＞ ランディー・ヲ様、ルミか、ドリュー・バリネコ、かんちゃま、 ジェラードン、松陰寺太勇（ぺこぱ）、スルメ、桐野安生 | 番組初のお蔵入りになった桐野安生の密着ドキュメントも放送 |
| 191 | 6月2日   | ミュータントアングラ芸人 リモート生態調査                                          | ＜審査員＞ 田中卓志（アンガールズ） ＜出場者＞ ミツコ（ジェラードンかみちぃ）、 ミノル（SAKURAI）、暗井夜子（納言・薄幸）、 ビッグバーン!館（TOKYO COOL・前すすむ）、 ダニー斎藤（ダニエルズあさひ）、 コンボイ（ジェラードンにしもと）                                                                                         | 審査の結果、ミツコがアングラ本選への出場権を獲得 |
| 192 | 6月8日   | 地獄のアングラ芸人 オールスター大集合SP                                            | ＜審査員＞ 田中卓志（アンガールズ） ＜出場者＞ 滝沢コブラ、ニック冨永、桐野安生、スルメ、ムラムラタムラ | |
| 193 | 6月15日  | 第4回有ジェネ研究生 レギュラー復帰を賭けた下克上ネタバトル                         | ＜審査員＞ かまいたち、神部美咲 ＜出場者＞ 桐野安生、フカミドリ、わらふぢなるお、フランスピアノ、シオマリアッチ | |
| 194 | 6月22日  | かまいたち激推し芸人! 下克上ネタバトル                                             | ＜審査員＞ かまいたち、伊原六花 ＜出場者＞ アイロンヘッド、蛙亭 | |
| 195 | 6月29日  | 再試合芸人下克上ネタバトル &お笑い筆記試験                                         | ＜審査員＞ 小沢一敬（スピードワゴン）、野崎萌香 ＜出場者＞ ヒコロヒー、ダニエルズ、ランジャタイ、ジェラードン | |
| 196 | 7月13日  | 第2回ミュータントアングラ芸人 リモート生態調査                                     | ＜審査員＞ 小沢一敬（スピードワゴン）、河合郁人（A.B.C-Z） ＜出場者＞ 鈴子（鈴木バイダン）、アイムソーリー小林（ネルソンズ和田）、 なんでやねんおじ産（TOKYO COOL・カンカン）、 ジャスティン・ガガ（ふとっちょ☆カウボーイ）、 なかよしこよし（ジェラードンにしもと）、愛吉（納言・安部）                                        | 審査の結果、鈴子がアングラ本選への出場権を獲得 安部は最後までネタを披露できず辞退となる |
| 197 | 7月20日  | 再試合芸人 下克上ネタバトル                                                        | ＜審査員＞ 田中卓志（アンガールズ）、堀田茜 ＜出場者＞ ダニエルズ、コウテイ、スタンダップコーギー | |
| 198 | 7月27日  | 冠企画争奪 プレゼンバトル                                                          | ＜審査員＞ 田中卓志（アンガールズ）、北村優衣 ＜出場者＞ フランスピアノ（ラジオ最初トーク選手権）、 ジェラードン（スタッフアンケートクイズ） | |
| 199 | 8月3日   | 第2回かまいたち激推し芸人! 下克上ネタバトル                                        | ＜審査員＞ かまいたち、河合郁人（A.B.C-Z） ＜出場者＞ 蛙亭、クロスバー直撃 | |
| 200 | 8月10日  | 第3回ミュータントアングラ芸人 リモート生態調査                                     | ＜審査員＞ 濱家隆一（かまいたち）、堀田茜 ＜出場者＞ ポルコ寺内（わらふぢなるお・口笛なるお）、富士額子（ヒコロヒー）、 喧嘩っぱや男（かまいたち山内）、ルモス羅偉（フランスピアノ山本）、 石川さ油淋鶏（フカミドリ杉山）、挑戦者クスノキ（納言・安部）                                                                         | 審査の結果、喧嘩っぱや男がアングラ本選への出場権を獲得 安部はまたしても最後までネタを披露できず辞退となる                                                                                                  |
| 201 | 8月17日  | 田村P激推し芸人 下克上ネタバトル                                                   | ＜見届け人＞ 吉村崇（平成ノブシコブシ）、谷まりあ ＜審査員＞ 田村恵里プロデューサー ＜出場者＞ コウテイ、蛙亭 | |
| 202 | 8月24日  | 東京03飯塚激推し芸人 下克上ネタバトル                                              | ＜審査員＞ 飯塚悟志（東京03）、谷まりあ ＜出場者＞ サスペンダーズ、吉住、岡野陽一 | |
| 203 | 8月31日  | 第2弾!冠企画争奪 プレゼンバトル                                                    | ＜審査員＞ かまいたち、品川祐（品川庄司） ＜出場者＞ 納言（泣いたら負け!耐えろ!聞こえないフリ選手権）、 SAKURAI（懺悔企画『神様〜、私を許したまえ〜』）、 ダニエルズ（目指せ!通販番組出演!通販番組適応力プレゼンバトル）、 ネルソンズ（いきなりオチ選手権）                                                                     | |
| 204 | 9月7日   | 有ジェネメンバー全員集合 ちょっと聞いてもらっていいですか?                         | ＜見届け人＞ ケンドーコバヤシ、フワちゃん | |
| 205 | 9月14日  | アングラD激推し芸人 下克上ネタバトル                                               | ＜審査員＞ 小沢一敬（スピードワゴン）、梅澤美波（乃木坂46） ＜出場者＞ ラ・サプリメント・ビバ、ゴスケ、ムラムラタムラ | |
| 206 | 9月21日  | レギュラーvs研究生 マッチメイクバトル前半戦                                        | ＜審査員＞ ケンドーコバヤシ、フワちゃん ＜出場者＞ 納言、鈴木バイダン、SAKURAI、ヒコロヒー、ネルソンズ、蛙亭 | |
| 207 | 9月28日  | キングオブコント2020ファイナリスト芸人 下克上ネタバトル                            | ＜審査員＞ 川島明（麒麟）、赤崎月香 ＜出場者＞ 滝音、うるとらブギーズ、ニッポンの社長 | |
| 208 | 10月5日  | ファンキージェネレーション                                                         | ＜オーガナイザー＞ 中野周平（蛙亭） ＜審査員＞ ダイアン、河合郁人（A.B.C-Z） ＜出場者＞ 空気階段 | |
| 209 | 10月12日 | レギュラーvs研究生 マッチメイクバトル後半戦                                        | ＜審査員＞ 川島明（麒麟）、関水渚 ＜出場者＞ フランスピアノ、わらふぢなるお、ダニエルズ、コウテイ、 ジェラードン、TOKYO COOL、桐野安生 | |
| 210 | 10月26日 | チョコレートプラネット激推し芸人 下克上ネタバトル                                  | ＜審査員＞ チョコレートプラネット、生見愛瑠 ＜出場者＞ おたまじゃくし、ボーイフレンド、そいつどいつ | |
| 211 | 11月2日  | 桐野vsゴスケ 世紀のアングラマッチ                                                  | ＜前半ドキュメント出演＞ 野々村友紀子、ハリウッドザコシショウ ＜審査員＞ 黒沢かずこ（森三中）、生見愛瑠 ＜出場者＞ ゴスケ、桐野安生 | |
| 212 | 11月9日  | 再試合芸人 下克上ネタバトル                                                        | ＜審査員＞ ケンドーコバヤシ、福岡みなみ ＜出場者＞ ボーイフレンド、鈴木バイダン、滝音、蛙亭 | |
| 213 | 11月23日 | DJ KOO激推し芸人 下克上ネタバトル                                                  | ＜審査員＞ DJ KOO（TRF）、福岡みなみ ＜出場者＞ ネイチャーバーガー、化石コンパス、ジョウダンアオナナテンパイ | 有田に代わってKOOによる審査の結果 ジョウダンアオナナテンパイが勝利、下克上にTOKYO COOLを指名し 結果は「無効試合」と判定された                                                                              |
| 214 | 11月30日 | ファンキージェネレーション                                                         | ＜オーガナイザー＞ 中野周平（蛙亭） ＜審査員＞ 陣内智則、須田亜香里 ＜出場者＞ コウテイ | |
| 215 | 12月7日  | 桐野vsゴスケ 世紀のアングラマッチリターンズ                                        | ＜審査員＞ 小沢一敬（スピードワゴン）、黒沢かずこ（森三中） ＜出場者＞ ゴスケ、桐野安生 | 審査の結果「有田預かり」と判定、 桐野は研究生から離脱 |
| 216 | 12月14日 | 有ジェネ的 バズれ!音ネタグランプリ                                                 | ＜審査員＞ 黒沢かずこ（森三中）、陣（THE RAMPAGE） ＜出場者＞ 学生倶楽部（ジェラードン）、ネルソンズ、 Dr.ホワイト（SAKURAI）、わらふぢなるお、 納言幸と能天気（納言）、ファイブフォー（コウテイ） | |
| 217 | 12月21日 | 有ジェネ的 バズれ!音ネタグランプリ                                                 | ＜審査員＞ 黒沢かずこ（森三中）、陣（THE RAMPAGE） ＜出場者＞ 学生倶楽部（ジェラードン）、ネルソンズ、 Dr.ホワイト（SAKURAI）、わらふぢなるお、 納言幸と能天気（納言）、ファイブフォー（コウテイ） | |

| 218 | 1月4日  | 有ジェネガールズ持ち込み企画 これだけは言わせろ座談会 | ＜見届け人＞ 品川祐（品川庄司）、井口綾子 ＜有ジェネガールズ＞ ヒコロヒー、岩倉美里（蛙亭）、薄幸（納言） | |
| 219 | 1月18日 | 有ジェネ元レギュラー 下克上ネタバトル                 | ＜審査員＞ 高橋茂雄（サバンナ）、堀田茜 ＜出場者＞ ゆーびーむ☆、コネオ・インターナショナル、イヌコネクション | 有田に代わって堀田による審査の結果 コネオ・インターナショナルが勝利、下克上にヒコロヒーを指名するも 「冷静に考えると勝てる訳がない」「早く帰らせて頂きたい」 と試合を放棄、ヒコロヒーは残留 |
| 220 | 1月25日 | 敏腕マネージャー激推し芸人 下克上ネタバトル           | ＜審査員＞ 高橋茂雄（サバンナ）、堀田茜 ＜出場者＞ ヒロ・オクムラ、青色1号、タカマッチ | |
| 221 | 2月1日  | 悩める芸人を救えるか!? 有ジェネガールズバー           | ＜悩める芸人＞ ダイアン、ナダル（コロコロチキチキペッパーズ） ＜有ジェネガールズ＞ ヒコロヒー、岩倉美里（蛙亭）、薄幸（納言） | |
| 222 | 2月8日  | 軍団対抗! 第1回有ジェネカップ                         | ＜見届け人＞ 黒沢かずこ（森三中） ＜有ジェネレギュラー＞ ジェラードン、わらふぢなるお、ネルソンズ、 SAKURAI、納言、コウテイ ＜有ジェネ研究生＞ TOKYO COOL、フランスピアノ、ヒコロヒー、 ダニエルズ、蛙亭、ボーイフレンド ＜アングラ芸人軍団＞ 鈴子（鈴木バイダン）、桐野安生、スルメ、 ゴスケ、ムラムラタムラ、タカマッチ ＜各軍団補欠＞ ランジャタイ（レギュラー）、シオマリアッチ（研究生）、エスファイブ（アングラ） | リモート観客50人による審査 （1週目） コウテイ(25)vsボーイフレンド(11)vsゴスケ(14) （2週目） 納言(8)vsダニエルズ(16)vsスルメ(26) ジェラードン(35)vsヒコロヒー(11)vs桐野安生(4) （3週目） SAKURAI(9)vs蛙亭(29)vs鈴子(12) わらふぢなるお(18)vsフランスピアノ(20)vsタカマッチ(12) （4週目） ネルソンズ(22)vsTOKYO COOL(6)vsムラムラタムラ(22) ネルソンズとムラムラタムラの同点により補欠対決 ランジャタイ(32)vsエスファイブ(18) レギュラー軍の優勝。 |
| 223 | 2月15日 | 軍団対抗! 第1回有ジェネカップ                         | ＜見届け人＞ 黒沢かずこ（森三中） ＜有ジェネレギュラー＞ ジェラードン、わらふぢなるお、ネルソンズ、 SAKURAI、納言、コウテイ ＜有ジェネ研究生＞ TOKYO COOL、フランスピアノ、ヒコロヒー、 ダニエルズ、蛙亭、ボーイフレンド ＜アングラ芸人軍団＞ 鈴子（鈴木バイダン）、桐野安生、スルメ、 ゴスケ、ムラムラタムラ、タカマッチ ＜各軍団補欠＞ ランジャタイ（レギュラー）、シオマリアッチ（研究生）、エスファイブ（アングラ） | リモート観客50人による審査 （1週目） コウテイ(25)vsボーイフレンド(11)vsゴスケ(14) （2週目） 納言(8)vsダニエルズ(16)vsスルメ(26) ジェラードン(35)vsヒコロヒー(11)vs桐野安生(4) （3週目） SAKURAI(9)vs蛙亭(29)vs鈴子(12) わらふぢなるお(18)vsフランスピアノ(20)vsタカマッチ(12) （4週目） ネルソンズ(22)vsTOKYO COOL(6)vsムラムラタムラ(22) ネルソンズとムラムラタムラの同点により補欠対決 ランジャタイ(32)vsエスファイブ(18) レギュラー軍の優勝。 |
| 224 | 2月22日 | 軍団対抗! 第1回有ジェネカップ                         | ＜見届け人＞ 黒沢かずこ（森三中） ＜有ジェネレギュラー＞ ジェラードン、わらふぢなるお、ネルソンズ、 SAKURAI、納言、コウテイ ＜有ジェネ研究生＞ TOKYO COOL、フランスピアノ、ヒコロヒー、 ダニエルズ、蛙亭、ボーイフレンド ＜アングラ芸人軍団＞ 鈴子（鈴木バイダン）、桐野安生、スルメ、 ゴスケ、ムラムラタムラ、タカマッチ ＜各軍団補欠＞ ランジャタイ（レギュラー）、シオマリアッチ（研究生）、エスファイブ（アングラ） | リモート観客50人による審査 （1週目） コウテイ(25)vsボーイフレンド(11)vsゴスケ(14) （2週目） 納言(8)vsダニエルズ(16)vsスルメ(26) ジェラードン(35)vsヒコロヒー(11)vs桐野安生(4) （3週目） SAKURAI(9)vs蛙亭(29)vs鈴子(12) わらふぢなるお(18)vsフランスピアノ(20)vsタカマッチ(12) （4週目） ネルソンズ(22)vsTOKYO COOL(6)vsムラムラタムラ(22) ネルソンズとムラムラタムラの同点により補欠対決 ランジャタイ(32)vsエスファイブ(18) レギュラー軍の優勝。 |
| 225 | 3月1日  | 軍団対抗! 第1回有ジェネカップ                         | ＜見届け人＞ 黒沢かずこ（森三中） ＜有ジェネレギュラー＞ ジェラードン、わらふぢなるお、ネルソンズ、 SAKURAI、納言、コウテイ ＜有ジェネ研究生＞ TOKYO COOL、フランスピアノ、ヒコロヒー、 ダニエルズ、蛙亭、ボーイフレンド ＜アングラ芸人軍団＞ 鈴子（鈴木バイダン）、桐野安生、スルメ、 ゴスケ、ムラムラタムラ、タカマッチ ＜各軍団補欠＞ ランジャタイ（レギュラー）、シオマリアッチ（研究生）、エスファイブ（アングラ） | リモート観客50人による審査 （1週目） コウテイ(25)vsボーイフレンド(11)vsゴスケ(14) （2週目） 納言(8)vsダニエルズ(16)vsスルメ(26) ジェラードン(35)vsヒコロヒー(11)vs桐野安生(4) （3週目） SAKURAI(9)vs蛙亭(29)vs鈴子(12) わらふぢなるお(18)vsフランスピアノ(20)vsタカマッチ(12) （4週目） ネルソンズ(22)vsTOKYO COOL(6)vsムラムラタムラ(22) ネルソンズとムラムラタムラの同点により補欠対決 ランジャタイ(32)vsエスファイブ(18) レギュラー軍の優勝。 |
| 226 | 3月8日  | 悩める芸人を救えるか!? 有ジェネガールズバー           | ＜悩める芸人＞ 錦鯉 ＜有ジェネガールズ＞ ヒコロヒー、岩倉美里（蛙亭）、薄幸（納言） | |
| 227 | 3月15日 | リアルドキュメント!中年芸人 下克上ネタバトル          | ＜審査員＞ 川島明（麒麟）、TAKAHIRO（EXILE） ＜出場者＞ ゼウスちかお、ベン山形、ワンダーワダ | 審査の結果ベン山形が勝利したが、 名前を呼ばれた瞬間に他の出場者を威嚇するという問題行為を起こしたため 「失格」を言い渡される |
| 228 | 3月22日 | 問題児芸人 下克上ネタバトル                           | ＜審査員＞ 田中卓志（アンガールズ）、石井杏奈 ＜出場者＞ ガオ〜ちゃん、宍戸ヴィシャス、トンペー | |

| シーズン 1  | 1  | 2021年 4月19日 | 有ジェネ地上波はなぜ終わったのか!?リアル反省会                                                      | |
| シーズン 1  | 2  | 2021年 4月19日 | ネルソンズの嘆き…有田が笑ってくれない!                                                              | ネルソンズ |
| シーズン 1  | 3  | 2021年 4月19日 | 有田vsジェラードン!角刈り論争!                                                                      | ジェラードン |
| シーズン 1  | 4  | 2021年 4月19日 | コウテイ毒舌祭!                                                                                     | コウテイ |
| シーズン 1  | 5  | 2021年 4月19日 | フランスピアノは売れたくない!?                                                                      | フランスピアノ |
| シーズン 1  | 6  | 2021年 4月19日 | アングラ芸人ゴスケに結婚指南!?                                                                      | ゴスケ |
| シーズン 1  | 7  | 2021年 4月19日 | 蛙亭、相方への不満爆発!ムカつきの向こう側へ!                                                        | 蛙亭 |
| シーズン 1  | 8  | 5月17日        | 納言・幸 スルメとのパツイチどうなった!?                                                             | 納言 |
| シーズン 1  | 9  | 5月17日        | スルメ 納言・幸のためなら〇〇まで出来る!                                                            | スルメ |
| シーズン 1  | 10 | 5月17日        | ヒコロヒー スタッフへの不満爆発!                                                                    | ヒコロヒー |
| シーズン 1  | 11 | 5月17日        | やる気がない!TOKYO COOL 全力じじぃに再び改名!?                                                      | TOKYO COOL |
| シーズン 1  | 12 | 5月17日        | 奥さんに引退を迫られるボーイフレンドに小峠が喝!!                                                    | ボーイフレンド |
| シーズン 1  | 13 | 5月17日        | ダニエルズに説教!お前にはお笑い魂がない!                                                            | ダニエルズ |
| シーズン 1  | 14 | 6月21日        | 実力あるのになぜメジャーになれない!?わらふぢなるお                                                  | わらふぢなるお |
| シーズン 1  | 15 | 6月21日        | 野心・向上心ゼロ!SAKURAI                                                                            | SAKURAI |
| シーズン 1  | 16 | 6月21日        | アングラ人生模索中 鈴子(鈴木バイダン)                                                               | 鈴木バイダン |
| シーズン 1  | 17 | 6月21日        | アングラ界の新星 タカマッチって一体何者なの?                                                        | タカマッチ |
| シーズン 1  | 18 | 6月21日        | 地上波が終わった原因はこの男!? 桐野安生                                                             | 桐野安生 |
| シーズン 1  | 19 | 6月21日        | Don't think, feel やっぱりムラムラタムラ                                                            | ムラムラタムラ |
| シーズン 2  | 1  | 7月19日        | Season2スタート!今回は何本撮りだ!?                                                                  | |
| シーズン 2  | 2  | 7月19日        | ぺこぱ凱旋!今だから言える有ジェネの功罪                                                             | ぺこぱ |
| シーズン 2  | 3  | 7月19日        | 新旧エースがぶっちゃけ対談 ぺこぱ×ジェラードン×ネルソンズ                                           | ぺこぱ、ジェラードン、ネルソンズ |
| シーズン 2  | 4  | 7月19日        | 地上波では放送できない!スルメ&薄幸 デート 前編                                                      | 納言、スルメ |
| シーズン 2  | 5  | 7月19日        | 衝撃のラスト!スルメ&薄幸 デート 後編                                                                | 納言、スルメ |
| シーズン 2  | 6  | 8月16日        | 最恐怪談芸人登場!戦慄の悩み相談とは?                                                                | ぁみ（ありがとう）、松原タニシ |
| シーズン 2  | 7  | 8月16日        | 有ジェネおすすめの怪談芸人 見えまくる怪談芸人登場!                                                  | シークエンスはやとも、ヤースー（スマイルシーサー） |
| シーズン 2  | 8  | 9月20日        | 有田と小峠に紹介したい芸人 ネルソンズの推し芸人カゲヤマ                                             | ネルソンズ、カゲヤマ |
| シーズン 2  | 9  | 9月20日        | 有田と小峠に紹介したい芸人 コウテイの推し芸人9番街レトロ                                            | コウテイ、9番街レトロ |
| シーズン 2  | 10 | 9月20日        | 有田と小峠に紹介したい芸人 わらふぢなるおの推し芸人ダーヨシ                                         | わらふぢなるお、ダーヨシ |
| シーズン 2  | 11 | 9月20日        | 有田と小峠に紹介したい芸人 SAKURAIの推し芸人お団子まんじゅう                                        | SAKURAI、お団子まんじゅう |
| シーズン 3  | 1  | 10月18日       | ショック!小峠は有ジェネを見ていなかった!                                                            | |
| シーズン 3  | 2  | 10月18日       | 有ジェネガールズがアングラ芸人桐野をフルボッコ!                                                     | 薄幸（納言）、イワクラ（蛙亭）、ヒコロヒー 陣・RIKU（THE RAMPAGE）、桐野安生（#32のみ）                                                                            |
| シーズン 3  | 3  | 10月18日       | 有ジェネガールズがTHE RAMPAGEをぶった斬る!                                                          | 薄幸（納言）、イワクラ（蛙亭）、ヒコロヒー 陣・RIKU（THE RAMPAGE）、桐野安生（#32のみ）                                                                            |
| シーズン 3  | 4  | 11月15日       | 有ジェネ的恋リア企画第2弾スルメの汚部屋大掃除                                                       | 納言、スルメ |
| シーズン 3  | 5  | 11月15日       | ゆーびーむ☆と彼氏が登場!若手芸人カップルの悩みとは!?                                                | ゆーびーむ☆、松本りんす（だーりんず） |
| シーズン 3  | 6  | 11月15日       | 賞レースで話題になるユニットを作ろう!                                                               | SAKURAI、コウテイ、ダニエルズ、桐野安生 |
| シーズン 3  | 7  | 11月15日       | 賞レースで話題になるユニットを作ろう!                                                               | わらふぢなるお、ヒコロヒー、フランスピアノ、ゴスケ |
| シーズン 3  | 8  | 12月20日       | ジェラードンが有田と小峠に紹介したい芸人 ザ・プレジデント/サンジェルマン                            | ジェラードン、ザ・プレジデント、サンジェルマン |
| シーズン 3  | 9  | 12月20日       | ネルソンズが有田と小峠に紹介したい芸人 カゲヤマ/かたつむり                                          | ネルソンズ、カゲヤマ、かたつむり |
| シーズン 3  | 10 | 12月20日       | ヒコロヒーが有田と小峠に紹介したい芸人 パンプキンポテトフライ                                       | ヒコロヒー、パンプキンポテトフライ |
| シーズン 3  | 11 | 12月20日       | TOKYO COOLが有田と小峠に紹介したい芸人 スター旭/大嶋の一番弟子                                      | TOKYO COOL、スター旭、大嶋の一番弟子 |
| シーズン 4  | 1  | 2022年 1月17日 | 有田ジェネレーションSeason4スタート!今回は14本撮り                                                  | |
| シーズン 4  | 2  | 2022年 1月17日 | ボーイフレンド解散!涙のファンキージェネレーション                                                   | ボーイフレンド、シオマリアッチ |
| シーズン 4  | 3  | 2022年 1月17日 | 実は有ジェネレギュラーだった?「M-1ファイナリスト ランジャタイ」                                     | ランジャタイ |
| シーズン 4  | 4  | 2022年 1月17日 | 蛙亭が有田と小峠に紹介したい芸人 おとんどぅ                                                         | 蛙亭、おとんどぅ |
| シーズン 4  | 5  | 2022年 1月17日 | コウテイ×ゴスケ×納言阿部 賞レースで話題になるユニットを作ろう!                                      | コウテイ、ゴスケ、納言 |
| シーズン 4  | 6  | 2月21日        | 有ジェネ的恋リア企画 スルメと幸〜恋のライバル現る〜                                                 | 納言、スルメ、タカマッチ、淡路幸誠（きつね） |
| シーズン 4  | 7  | 2月21日        | FUNKY GENERATION ほぼラッパーそいつどいつ                                                           | そいつどいつ、シオマリアッチ |
| シーズン 4  | 8  | 2月21日        | コウテイ東京進出計画!                                                                               | コウテイ |
| シーズン 4  | 9  | 2月21日        | 納言が有田・小峠に会わせたい芸人 忘れる。                                                           | 納言、忘れる。 |
| シーズン 4  | 10 | 2月21日        | ジェラードンアタック西本×ネルソンズ和田まんじゅう 賞レースで話題になるユニット芸人を作ろう!         | ジェラードン、ネルソンズ |
| シーズン 4  | 11 | 3月21日        | FUNKY GENERATION 蛙亭イワクラブチギレフルスロットル!                                                | 蛙亭、シオマリアッチ |
| シーズン 4  | 12 | 3月21日        | ダニエルズ×フランスピアノ これぞ合同コント 賞レースで話題になるユニット芸人を作ろう!                | ダニエルズ、フランスピアノ |
| シーズン 4  | 13 | 3月21日        | オドるキネマ 鈴木バイダン 新相方を紹介するはずが、まさかの展開に!?                                  | 鈴木バイダン |
| シーズン 4  | 14 | 3月21日        | わらふぢなるお×ヒコロヒー 新ジャンル エロ面白いコントに興奮が止まらない!                            | わらふぢなるお、ヒコロヒー |
| シーズン 5  | 1  | 4月18日        | 小峠ようやくParavi加入!Season5スタート!                                                             | |
| シーズン 5  | 2  | 4月18日        | ワイルドセクシー系 K-POPプリンス イケメン芸人オーディション前編                                     | 薄幸（納言）、ヒコロヒー、素敵じゃないか、ブルーレディ |
| シーズン 5  | 3  | 4月18日        | 歌舞伎町ホスト系 現役ファッションモデル イケメン芸人オーディション後編                              | 薄幸（納言）、ヒコロヒー、ぱーてぃーちゃん、まかろにステーション                                                                                                   |
| シーズン 5  | 4  | 4月18日        | 西本&和田賞レースを狙え!最強ユニット仕上がりました!                                                 | ジェラードン、ネルソンズ |
| シーズン 5  | 5  | 4月18日        | 有ジェネ的恋リア企画第5弾 納言幸に捧げるスルメのラブソング                                          | 納言、スルメ、堀井美香、AMEMIYA |
| シーズン 5  | 6  | 5月23日        | ものまねGP!これって地上波でやってもいいですか!?                                                     | ジェラードン、ネルソンズ、納言、わらふじなるお、山本陽平（フランスピアノ）                                                                                         |
| シーズン 5  | 7  | 5月23日        | ランジャタイVSコウテイロケ力検定!コウテイ編 面白いのはどっち?                                       | ランジャタイ、コウテイ |
| シーズン 5  | 8  | 5月23日        | ランジャタイVSコウテイロケ力検定!ランジャタイ編 面白いのはどっち?                                   | ランジャタイ、コウテイ |
| シーズン 5  | 9  | 5月23日        | BALLISTIK BOYZバラエティ力向上計画前編! ジェネ数原アニキも参戦!バリがランジャタイ化しちゃった（笑） | 数原龍友（GENERATIONS from EXILE TRIBE） BALLISTIK BOYZ from EXILE TRIBE、ランジャタイ                                                                             |
| シーズン 5  | 10 | 5月23日        | 人気YouTuberの成り上がり人生劇場 元有ジェネレギュラーが華麗なる転身!                                | たっくーTVれいでぃお、パンダ（プリッとchannel） |
| シーズン 5  | 11 | 6月20日        | わらふぢなるお×ヒコロヒーセクシーコント第三弾!                                                      | わらふぢなるお、ヒコロヒー |
| シーズン 5  | 12 | 6月20日        | BALLISTIK BOYZバラエティ力向上計画後編! GENE数原のギャグも向上!                                     | 数原龍友（GENERATIONS from EXILE TRIBE） BALLISTIK BOYZ from EXILE TRIBE、ランジャタイ                                                                             |
| シーズン 5  | 13 | 6月20日        | 松本人志さんにハマりたい!JPでリアルシミュレーション                                                 | ジェラードン、TOKYO COOL、JP |
| シーズン 5  | 14 | 6月20日        | 有ジェネガールズバー新人面接「ゆめちゃん」                                                          | 納言、ヒコロヒー、ゆめちゃん |
| シーズン 5  | 15 | 6月20日        | 有ジェネ的恋リア企画 スルメと幸 第五話                                                              | 納言、スルメ |
| シーズン 6  | 1  | 7月18日        | 有田ジェネレーション Season6スタート 驚異の新記録39本録り!?                                         | |
| シーズン 6  | 2  | 7月18日        | コウテイの冠番組「コウテイのあそび」シミュレーション                                                | コウテイ |
| シーズン 6  | 3  | 7月18日        | ツッコまないツッコミ芸人 ランジャタイ伊藤のツッコミ力を検証                                         | ランジャタイ、ジェラードン、ネルソンズ |
| シーズン 6  | 4  | 7月18日        | 有ジェネGirls Bar新人面接「茶々」                                                                   | 納言、ヒコロヒー、数原龍友（GENERATIONS from EXILE TRIBE）、茶々                                                                                                   |
| シーズン 6  | 5  | 7月18日        | 有田・小峠に相方を紹介したい!鈴子の秘策とは!?                                                       | オドるキネマ |
| シーズン 6  | 6  | 8月22日        | コウテイ&TOKYO COOLプロデュース OWVが自己紹介ギャグで覚醒!?                                         | コウテイ、TOKYO COOL、OWV |
| シーズン 6  | 7  | 8月22日        | お見送り芸人しんいちVSZAZY 炎上確定ラップバトル!                                                    | お見送り芸人しんいち、ZAZY、シオマリアッチ |
| シーズン 6  | 8  | 8月22日        | インディアンス凱旋!田渕がフライデーの真相告白!                                                      | インディアンス、矢吹奈子（HKT48） |
| シーズン 6  | 9  | 8月22日        | 有ジェネ的恋リア企画 第6話 スルメと幸〜私、彼氏ができました〜                                       | 薄幸（納言）、スルメ、淡路幸誠（きつね） |
| シーズン 6  | 10 | 9月26日        | 90秒間でボケまくれ!手数王決定戦 インディアンスVSエルシャラカーニ                                    | インディアンス、エルシャラカーニ、矢吹奈子（HKT48） |
| シーズン 6  | 11 | 9月26日        | ジェラードンに続け!バズれ!サムネイル選手権                                                          | ジェラードン、わらふじなるお、ダニエルズ、フランスピアノ、矢吹奈子（HKT48）                                                                                        |
| シーズン 6  | 12 | 9月26日        | コウテイがブチギレ!?OWVバラエティ力向上計画!後編                                                    | コウテイ、TOKYO COOL、OWV |
| シーズン 6  | 13 | 9月26日        | 新たな恋リア企画が始動!タカマッチハウス アングラ芸人のリアル合コン                                  | タカマッチ、ゴスケ、バイク川崎バイク、みほとけ、たなか茜（すまいるJK）、早河ルカ                                                                                   |
| シーズン 7  | 1  | 10月24日       | 有田ジェネSeason7スタート!プロローグ くりぃむしちゅーが漫才をしない理由とは…                        | |
| シーズン 7  | 2  | 10月24日       | 優勝だけが正解じゃない!賞レース爪痕コメント選手権                                                   | ネルソンズ、フランスピアノ、9番街レトロ |
| シーズン 7  | 3  | 10月24日       | あのロケ番組、俺ならこうやるのに…ランジャタイ編                                                     | ランジャタイ |
| シーズン 7  | 4  | 10月24日       | あのロケ番組、俺ならこうやるのに…コウテイ編                                                         | コウテイ |
| シーズン 7  | 5  | 10月24日       | 実験的恋リア企画 タカマッチハウス後編 アングラ芸人に恋の予感?                                       | タカマッチ、ゴスケ、バイク川崎バイク、みほとけ、たなか茜（すまいるJK）、早河ルカ                                                                                   |
| シーズン 7  | 6  | 11月28日       | 白サイコロトーク ムチャ振りテーマで即興エピソードトーク!                                            | コウテイ、ジェラードン、チャンス大城、パンプキンポテトフライ |
| シーズン 7  | 7  | 11月28日       | でんぱ組.incをコウテイ&ランジャタイが激ヤバプロデュース!?                                           | でんぱ組.inc、ランジャタイ、コウテイ |
| シーズン 7  | 8  | 11月28日       | ジェラードンを超えろ!?第2回バズれ!サムネイル選手権                                                  | そいつどいつ、ジェラードン、納言、鈴木バイダン、ムラムラタムラ |
| シーズン 7  | 9  | 11月28日       | スルメと幸 第7回 愛の告白ラップ                                                                     | 納言、スルメ |
| シーズン 7  | 10 | 12月26日       | 白サイコロトーク ムチャ振りテーマで即興エピソードトーク!後編                                        | コウテイ、ジェラードン、チャンス大城、パンプキンポテトフライ |
| シーズン 7  | 11 | 12月26日       | でんぱ組.incバラエティ力向上計画!後編 衝撃的悩みを上回る衝撃の解決法!                               | でんぱ組.inc、ランジャタイ、コウテイ |
| シーズン 7  | 12 | 12月26日       | 第2回サムネイル選手権 動画化されるのは!?                                                            | そいつどいつ、ジェラードン、納言、鈴木バイダン、ムラムラタムラ |
| シーズン 7  | 13 | 12月26日       | 犬猿の仲バリネコVSユーマ 泥沼ラップバトル!                                                          | ドリュー・バリネコ、ユーマ、チカコ・デラックス、シオマリアッチ |
| シーズン 8  | 1  | 2023年 1月23日 | 有田ジェネレーションSeason8 2人が好きな女芸人は誰?                                                  | |
| シーズン 8  | 2  | 2023年 1月23日 | 第2回ボケまくり!手数王決定戦                                                                        | インディアンス、流れ星☆、ママタルト |
| シーズン 8  | 3  | 2023年 1月23日 | 有ジェネ的 恋リア企画 第8話 スルメと幸 愛の告白 ラップMV公開!                                       | 納言、スルメ |
| シーズン 8  | 4  | 2023年 1月23日 | もーりしゅーともいじり倒される!BUDDiiSのバラエティ力向上計画                                        | BUDDiiS、シモタ、ちゅうえい、インポッシブル |
| シーズン 8  | 5  | 2023年 1月23日 | 地下芸人の帝王!虹の黄昏がロケで大暴れ!                                                              | 虹の黄昏 |
| シーズン 8  | 6  | 2月27日        | あのロケ番組、俺ならこうやるのに…パンプキンポテトフライ編                                           | パンプキンポテトフライ |
| シーズン 8  | 7  | 2月27日        | 有ジェネ名物「白サイコロトーク!」ジェラードン・ネルソンズが緊急事態!?                               | ジェラードン、ネルソンズ |
| シーズン 8  | 8  | 2月27日        | かなり体張ってます!BUDDiiSバラエティ力向上計画後半戦!                                               | BUDDiiS、シモタ、ちゅうえい、インポッシブル |
| シーズン 8  | 9  | 2月27日        | 15年ぶりの漫才が実現!?くりぃむしちゅーのネタ作ってきました!                                         | フランスピアノ、エイトブリッジ、トンツカタン |
| シーズン 8  | 10 | 3月24日        | 笑いとセクシーが融合!チラリズムネタGP開催♡                                                          | クロコップ、2700、ちゃんぴおんず、花巻杏奈、青科まき、東坂みゆ |
| シーズン 8  | 11 | 3月25日        | 白サイコロで大喜利すごろく 前編                                                                     | ジェラードン、真空ジェシカ、ちゃんぴおんず、ぱーてぃーちゃん |
| シーズン 8  | 12 | 3月26日        | 白サイコロで大喜利すごろく 後編                                                                     | ジェラードン、真空ジェシカ、ちゃんぴおんず、ぱーてぃーちゃん |
| シーズン 8  | 13 | 3月27日        | ジェラードンVSネルソンズ!芸人キャラネタ対決!!                                                       | ジェラードン、ネルソンズ |
| シーズン 8  | 14 | 3月28日        | 一緒に飲みに行きたくなる芸人選手権                                                                  | 翠星チークダンス、CRAZY COCO、にゃんこスター |
| シーズン 8  | 15 | 3月29日        | 元コウテイ・九条ジョーと元オドるキネマ・鈴木バイダン、解散を語る                                    | 九条ジョー、鈴木バイダン |
| シーズン 9  | 1  | 4月24日        | 有田ジェネレーションSeason9スタート!                                                                | |
| シーズン 9  | 2  | 4月25日        | 有ジェネ的 恋リア企画 第9話 スルメと幸 彼女が出来ました                                             | 納言、スルメ、比留川マイ |
| シーズン 9  | 3  | 4月26日        | あのロケ番組 俺ならこうやるのに インポッシブル編                                                    | 虹の黄昏、インポッシブル |
| シーズン 9  | 4  | 4月27日        | 虹の黄昏がまたまたロケで大暴れ!                                                                     | インポッシブル、虹の黄昏 |
| シーズン 9  | 5  | 4月28日        | 今度こそ仲直りなるか!?お酒を交わしながら語る『犬猿の仲』ユーマとバリネコ                            | ユーマ、ドリューバリネコ |
| シーズン 9  | 6  | 5月26日        | 笑いとセクシーが融合!第2回チラリズムネタGP                                                          | クロコップ、YELLOWww、ひょっこりはん、咲村良子、西谷麻糸呂、時希美穂                                                                                               |
| シーズン 9  | 7  | 5月27日        | 有田の隣は俺だ!小峠VS久保田 乱入芸対決!                                                             | 久保田かずのぶ（とろサーモン）、ムラムラタムラ、桐野安生、ユビッジャ・ポポポー                                                                                     |
| シーズン 9  | 8  | 5月28日        | 第2回白サイコロで大喜利すごろく 前編                                                                | ぱーてぃーちゃん、ユーマ、ドリューバリネコ、Aマッソ、オダウエダ |
| シーズン 9  | 9  | 5月29日        | 第2回白サイコロで大喜利すごろく 後編                                                                | ぱーてぃーちゃん、ユーマ、ドリューバリネコ、Aマッソ、オダウエダ |
| シーズン 9  | 10 | 5月30日        | スーパー童貞!?業界注目! NSC首席卒業 江戸ベルト                                                      | 江戸ベルト |
| シーズン 9  | 11 | 6月23日        | 「スルメと幸」第10回〜モテ男スルメ、美女二人と三角関係〜                                            | 納言、スルメ、岸明日香、比留川マイ |
| シーズン 9  | 12 | 6月24日        | 鈴子のベストな「一旦タバコ吸うね」を探す企画                                                        | 鈴木バイダン、九条ジョー、ユーマ |
| シーズン 9  | 13 | 6月25日        | ちゃんぴおんずは倒れ芸を継承出来るか!?                                                              | ちゃんぴおんず、大場健彰（元・秀正） |
| シーズン 9  | 14 | 6月26日        | 第2回一緒に飲みに行きたくなる芸人選手権                                                             | マリーマリー、足腰げんき教室、金子きょんちい、信子 |
| シーズン 9  | 15 | 6月27日        | 【必見】6月配信エピローグ ワタナベお笑いNo.1豆鉄砲〜泥酔小峠の咆哮                                  | 豆鉄砲 |
| シーズン 10 | 1  | 7月25日        | Season10プロローグ〜有田がテレビで泣く日〜                                                          | |
| シーズン 10 | 2  | 7月25日        | 「スルメと幸」第11話〜スルメの本命彼女は女芸人!?〜                                                  | スルメ、安部紀克（納言）、金子きょんちい（ぱーてぃーちゃん）、信子（ぱーてぃーちゃん）                                                                             |
| シーズン 10 | 3  | 7月25日        | 雑談力王はだれだ！？「雑談力王決定戦」                                                              | 仲嶺巧（三日月マンハッタン）、みんなのたかみち、森山諒（ビックシカゴ）                                                                                             |
| シーズン 10 | 4  | 7月25日        | 笑いとセクシーの融合！第3回チラリズムネタGP♡                                                        | YELLOWww、Everybody、バンビーノ、弓川いち華、澄川れみ、咲村良子 |
| シーズン 10 | 5  | 7月25日        | 7月配信エピローグ 承子クラーケン ～お笑いソルジャーが収録後にガチ涙!?                               | 承子クラーケン |
| シーズン 10 | 6  | 8月1日         | 有ジェネ的スター誕生オーディション! 前編                                                            | メガネロック大屋、えくすたしぃ、くぼゆー、ムラムラタムラ、げんしじん                                                                                               |
| シーズン 10 | 7  | 8月1日         | 有ジェネ的スター誕生オーディション! 後編                                                            | メガネロック大屋、えくすたしぃ、くぼゆー、ムラムラタムラ、げんしじん                                                                                               |
| シーズン 10 | 8  | 8月1日         | 第3回一緒に飲みに行きたくなる芸人選手権 前編                                                        | サービスエリア、おなご |
| シーズン 10 | 9  | 8月1日         | 第3回一緒に飲みに行きたくなる芸人選手権 後編                                                        | いちばんかわいい、こじらせハスキー |
| シーズン 10 | 10 | 9月1日         | 第3回白サイコロで大喜利すごろく 前編                                                                | ガリベンズ矢野、JP、怪奇!YesどんぐりRPG ZAZY、お見送り芸人しんいち、ハリウッドザコシショウ、桐野安生                                                               |
| シーズン 10 | 11 | 9月1日         | 第3回白サイコロで大喜利すごろく 後編                                                                | ガリベンズ矢野、JP、怪奇!YesどんぐりRPG ZAZY、お見送り芸人しんいち、ハリウッドザコシショウ、桐野安生                                                               |
| シーズン 10 | 12 | 9月1日         | 有田の隣は俺だ！三つ巴乱入芸バトル！久保田vs小峠vs高野                                              | 久保田かずのぶ（とろサーモン）、高野正成（きしたかの） こばんざめ佐藤、ベン山形、ユビッジャ・ポポポー                                                              |
| シーズン 10 | 13 | 9月1日         | 自称カリスマ芸人討論会                                                                              | カカロニ、ぱーてぃーちゃん、リンダカラー∞ |
| シーズン 10 | 14 | 9月1日         | 9月配信エピローグ 松本りんす＆ゆーびーむ☆ ～祝！結婚！                                              | 松本りんす、ゆーびーむ☆ |
| シーズン 11 | 1  | 10月1日        | Season11プロローグ～有ジェネ打ち上げの話と、有田オススメ映像作品～                                  | |
| シーズン 11 | 2  | 10月1日        | 「スルメと幸」第12話 ～スルメ、信子を略奪愛～                                                       | スルメ、納言、信子（ぱーてぃーちゃん） |
| シーズン 11 | 3  | 10月1日        | 第4回チラリズムネタGP♡見え過ぎたチラと見えなさ過ぎたチラ                                            | バンビーノ、オジンオズボーン篠宮、きつね、仲原ちえ、倉沢しえり、澄川れみ                                                                                           |
| シーズン 11 | 4  | 10月1日        | ランジャタイPresents小峠誕生会                                                                      | ランジャタイ、としみつ（モダンタイムス） |
| シーズン 11 | 5  | 10月1日        | 第4回一緒に飲みに行きたくなる芸人選手権                                                             | 紅しょうが、麦、金平糖 |
| シーズン 11 | 6  | 11月1日        | 第2回くりぃむしちゅーのネタ作ってきました!                                                          | カカロニ、三日月マンハッタン、トンツカタン |
| シーズン 11 | 7  | 11月1日        | 第2回俺がカリスマNo.1決定戦（前編）                                                                 | 栗谷（カカロニ）、すがちゃん最高No.1（ぱーてぃーちゃん）、Den（リンダカラー∞） 澄川れみ、いちばんかわいい                                                          |
| シーズン 11 | 8  | 11月1日        | ファンキージェネレーション ちゃんぴおんずが魂と魂のぶつかり合い!                                    | ちゃんぴおんず、シオマリアッチ |
| シーズン 11 | 9  | 11月1日        | 11月配信エピローグ シモリュウ ～無慈悲な“お時間です”カンペ                                          | シモリュウ |
| シーズン 11 | 10 | 12月1日        | 第2回俺がカリスマNo.1決定戦 後編 ～最狂の相談者～                                                   | 栗谷（カカロニ）、すがちゃん最高No.1（ぱーてぃーちゃん）、Den（リンダカラー∞） 澄川れみ、いちばんかわいい、承子クラーケン                                          |
| シーズン 11 | 11 | 12月1日        | 第4回白サイコロで大喜利すごろく（前編）                                                             | 安藤なつ（メイプル超合金）、鳥居みゆき、岡野陽一、酒井貴士（ザ・マミィ） 蓮見翔（ダウ90000）、園田祥太（ダウ90000）、吉原怜那（ダウ90000）、ランジャタイ           |
| シーズン 11 | 12 | 12月1日        | 第4回白サイコロで大喜利すごろく（後編）                                                             | 安藤なつ（メイプル超合金）、鳥居みゆき、岡野陽一、酒井貴士（ザ・マミィ） 蓮見翔（ダウ90000）、園田祥太（ダウ90000）、吉原怜那（ダウ90000）、ランジャタイ           |
| シーズン 11 | 13 | 12月1日        | 「スルメと幸」第13話 ～真剣交際の行く末に、待っていた未来～                                         | 納⾔、スルメ |
| シーズン 11 | 14 | 12月1日        | 第2回雑談力王決定戦！雑談力王は誰だ！？                                                             | 仲嶺巧（三⽇⽉マンハッタン）、みんなのたかみち、森⼭諒（ビックシカゴ）                                                                                             |
| シーズン 11 | 15 | 12月1日        | 有田に直談判SP！懐かし有ジェネメンバーが番組出演権争奪バトル                                        | 桐野安⽣、SAKURAI、シオマリアッチ、鈴⽊バイダン、タカマッチ、ダニエルズ、TOKYO COOL ドリュー・バリネコ、フランスピアノ、ぽんちゃま、ユーマ、ルミか、わらふぢなるお |
| シーズン 11 | 16 | 12月1日        | 有田に直談判SP！純正アングラ芸人たちが大暴れ！                                                      | 桐野安⽣、SAKURAI、シオマリアッチ、鈴⽊バイダン、タカマッチ、ダニエルズ、TOKYO COOL ドリュー・バリネコ、フランスピアノ、ぽんちゃま、ユーマ、ルミか、わらふぢなるお |

## ネット局と放送時間
| 放送対象地域   | 放送局                    | 系列    | 放送期間        | 放送日時                     | 備考       |
| -------------- | ------------------------- | ------- | --------------- | ---------------------------- | ---------- |
| 関東広域圏     | TBSテレビ（TBS）          | TBS系列 | 2016年5月10日 - | 火曜0:58 - 1:28（月曜深夜）  | 制作局     |
| 愛媛県         | あいテレビ（itv)          | TBS系列 |                 | 火曜0:58 - 1:28 （月曜深夜） | 同時ネット |
| 福岡県         | RKB毎日放送（RKB）        | TBS系列 | 2016年7月27日 - | 水曜 1:55 - 2:25（火曜深夜） | 遅れネット |
| 広島県         | 中国放送（RCC）           | TBS系列 | 2016年8月9日 -  | 火曜 1:20 - 1:50（月曜深夜） | 遅れネット |
| 近畿広域圏     | 毎日放送（MBS）           | TBS系列 | 2018年1月12日 - | 月曜1:25 - 1:55（日曜深夜）  | 遅れネット |
| 富山県         | チューリップテレビ（TUT） | TBS系列 | 2019年4月 -     | 金曜 1:40 - 2:10（木曜深夜） | 遅れネット |
| 岡山県・香川県 | RSK山陽放送 （RSK）       | TBS系列 | 2019年7月6日 -  | 土曜（金曜深夜） 0:50 - 1:20 | 遅れネット |
| 中京広域圏     | CBCテレビ（CBC）          | TBS系列 | 2020年4月12日 - | 火曜0:59 - 1:29（月曜深夜）  | 遅れネット |

### 過去のネット局
| 放送対象地域 | 放送局          | 系列    | 放送期間                      | 放送日時                     | 備考                |
| ------------ | --------------- | ------- | ----------------------------- | ---------------------------- | ------------------- |
| 宮城県       | 東北放送（TBC） | TBS系列 | 2016年7月15日 - 2017年9月29日 | 金曜 1:00 - 1:30（木曜深夜） |                     |
| 静岡県       | 静岡放送（SBS） | TBS系列 | 2016年10月6日 - 2017年3月23日 | 木曜 2:08 - 2:38（水曜深夜） | [ 注 13 ]           |
| 熊本県       | 熊本放送（RKK） | TBS系列 | 2019年4月8日 - 2020年3月30日  | 月曜 0:50 - 1:20（日曜深夜） | [ 注 14 ] [ 注 15 ] |

## 主なスタッフ
- 構成：木南広明、坂田至（旧名はイタル）、狩野考彦
- ナレーション：※有田ジェネレーションズのメンバーが交代で担当
- TM：森和哉
- TD：大蔵聡
- カメラ：横田研一
- VE：對間敏文
- 音声：池田千廣
- 照明：加藤由美子（ティ・エル・シー）
- 編集：沖野浩平（エスユー）
- CG：大森清一郎
- MA：中村裕子（エスユー）
- 音効：藤代広太
- 美術プロデューサー：木村真梨子
- 美術制作：鈴木康裕（ジーケン・アート）
- メイク：西村紘美
- 宣伝：中島聡
- 編成：佐藤美紀
- AD：谷口尚輝、市川就人、大谷茉由
- AP：市川舞子、古舘由美子
- ディレクター：松村耕平、吉田真人、益田洋平、松本健人
- 演出：岡田純一
- 協力プロデューサー：麻生邦浩（以前はプロデューサー）
- プロデューサー：田村恵里
- CP：江藤俊久（2020年10月5日 - ）
- 制作協力：クラフト
- 制作：TBSテレビコンテンツ制作局制作二部（以前はTBSテレビ制作局制作2部）
- 製作著作：TBS

### 過去のスタッフ
- ナレーション：UZI[注 16]
- TM：榎芳栄
- カメラ：磯野伸吾（極東電視台）、北林良一（T-TEX）
- VE：松橋利行（極東電視台）、田口健太郎（T-TEX）
- 照明：木戸昭彦（ティ・エル・シー）
- MA：渡辺佳己(巳)（エスユー）、市川徹
- 美術プロデューサー：菅原崇
- メーク：大岩乃里子
- 協力：cafe ATLANTIS
- 宣伝：國井応起
- 編成：田口健介、辻有一、上田淳也、寺田裕樹
- AD：白川里菜、菊池桃花、芝隆一
- AP：森川千理
- ディレクター：高岡猛、川島優子、武田良一、柳瀬寿明
- 協力プロデューサー：首藤光典（極東電視台）、中村恵（極東電視台）、坂田栄治
- MP：酒井祐輔、川澄博雄
- 制作協力：極東電視台